# Atac a Pearl Harbor
L'atac a Pearl Harbor, o Operació Hawaii com era anomenada pel Quarter General Imperial, va ser un atac per sorpresa portat a terme per la Marina Imperial Japonesa contra la base naval nord-americana de Pearl Harbor, a l'illa Oahu de Hawaii, durant el matí del 7 de desembre de 1941 (data hawaiana), el qual provocà de manera imminent l'entrada dels Estats Units a la Segona Guerra Mundial i l'abandonament de la seva política d'aïllament. Es preparà com una acció preventiva per a evitar que la Flota del Pacífic pogués afectar la guerra d'invasió que el Japó preparava al sud-est asiàtic contra el Regne Unit i els Països Baixos. Quedant la flota neutralitzada, es podria trencar l'embargament estatunidenc al qual Japó estava sotmès des de feia un any. Un cop els Estats Units quedessin afeblits militarment, el Japó buscaria negociar una pau en condicions favorables. L'Alt Comandament Imperial no volia una guerra llarga, perquè els Estats Units, a diferència d'ells, podien afrontar una guerra de desgast.
L'atac, planejat per l'almirall Isoroku Yamamoto i dirigit pel vicealmirall Chuichi Nagumo, consistí en dues onades d'atacs aeris, amb un total de 353 avions llançats des de 6 portaavions japonesos. Els estadunidencs van ser agafats completament per sorpresa. Vuit cuirassats van ser enfonsats (dels quals se'n pogueren rescatar dos que tornaren posteriorment al servei actiu durant la guerra) i quatre més van quedar danyats. A més, altres vaixells menors (tres creuers, tres destructors i un dragamines) van ser enfonsats o danyats severament, a part de 188 avions destruïts, i unes baixes que van ascendir a 2.403 morts i 1.282 ferits. No obstant això, els portaavions americans, que aquell dia no estaven al port, els dipòsits de combustible i torpedes, i les instal·lacions de reparació i manteniment de vaixells i drassanes, a més de la base de submarins i l'edifici del quarter general (seu també de la secció d'intel·ligència) van escapar a l'atac. Les baixes japoneses van ser mínimes, de només 29 avions i 4 submarins de butxaca, amb 65 homes morts o ferits. Si bé l'atac se saldà amb una gran victòria per al Japó, no aconseguí assolir la victòria decisiva que necessitava.
El mateix dia 7 (dia 8 al Japó), l'imperi Japonès va declarar la guerra als Estats Units i al Regne Unit, declaració que va ser resposta l'endemà mateix per americans, britànics i també australians. L'atac havia tingut lloc sense una declaració de guerra formal (s'havia preparat perquè aquesta fos lliurada al govern estatunidenc pocs minuts abans que els avions japonesos iniciessin l'atac), i va fer que de cop i volta l'opinió pública estatunidenca passés de l'aïllacionisme a acceptar el fet d'entrar en la guerra com quelcom inevitable. La manca de la declaració de guerra faria que Roosevelt anomenés el 7 de desembre com un dia que viuria en infàmia. L'11 de desembre, Alemanya va declarar la guerra als Estats Units, tot i que segons el Pacte Tripartit de 1940 no hi estava obligada. A partir de llavors, la guerra que fins aquell moment s'havia limitat a Europa i a Àfrica, es va estendre també a l'Àsia i al Pacífic i es va convertir en una veritable guerra mundial.

## Antecedents
Des de la Primera Guerra Sinojaponesa del 1895, l'exèrcit japonès mirava cap a la Xina a la recerca dels seus recursos naturals, pressionant al govern per a procedir a una prompta ocupació. La resistència europea, principalment russa a compartir Xina va fer que el Japó hagués d'abandonar diversos guanys obtinguts en la guerra. Japó respongué atacant per sorpresa la flota russa a Port Arthur, iniciant així la Guerra Russo-Japonesa de 1905, en la que el petit país asiàtic aconseguí vèncer el llavors major imperi del món, assegurant així la seva posició a la Xina.
La Gran Depressió generà pobresa al camp i atur a les ciutats. Tot i que van aparèixer moviments d'esquerra i de treballadors, al Japó encara foren més importants els moviments nacionalistes. Molts joves, molestos pels escàndols de corrupció, s'uniren a l'Exèrcit o a la Marina Imperial, en ser incapaços de donar suport a una revolta comunista contra l'Emperador. Aquests joves oficials van constituir un poder polític oposat al poder civil, cada cop més independent d'aquest darrer, arribant fins i tot a assassinar al Senyor de Manxúria Zhang Zuolin el 1928 i a envair aquesta regió el 1931, sense notificar-ho al govern de Tokyo.
L'inici de la Segona Guerra Sinojaponesa el 1937 generà tibantor entre l'Imperi Japonès, els Estats Units i el Regne Unit. Els Estats Units i el Regne Unit van reaccionar davant les accions militars del Japó a la Xina imposant un embargament de metall en brut, seguit per un de petroli i, a més, enviant ajut militar de manera encoberta al govern del Kuomintang. Quan Japó ocupà la Indoxina francesa el 1940, les potències occidentals van respondre amb una congelació dels béns i el tancament del Canal de Panamà als vaixells japonesos. El petroli era essencialment important per al Japó, perquè no tenia recursos petroliers propis.
Aquestes mesures amenaçaven d'ofegar l'economia nipona, i per això s'iniciaren negociacions diplomàtiques per a aixecar-les. Les negociacions diplomàtiques van arribar al seu punt culminant amb la Nota de Hull del 26 de novembre de 1941, descrita pel primer ministre japonès Hideki Tōjō com un ultimàtum, perquè se'ls sol·licitava abandonar Xina. Els estatunidencs van declarar després de la guerra que no incloïen Manxúria quan es referien a la Xina, però això llavors no quedà clar per a Tōjō, que considerà que exigir la sortida de Manxukuo era un insult.
Davant d'això, els líders japonesos van decidir que només els quedaven dues opcions: cedir davant les demandes dels Estats Units i el Regne Unit retirant-se de la Xina, o augmentar les dimensions del conflicte i intentar adquirir les fonts de petroli del sud-est asiàtic. Retardar la decisió només afebliria la posició japonesa, i finalment es decidiren per anar a la guerra.

### Planificació de l'atac
Durant els anys 30, l'estratègia japonesa davant una eventual guerra amb els Estats Units consistia a permetre que la Marina dels Estats Units realitzés el primer moviment. Els submarins japonesos anirien atacant la flota estatunidenca des que sortissin de Pearl Harbor, disminuint la seva capacitat ofensiva, fins que, finalment, les restes de la Flota del Pacífic seria destruïda en una gran batalla naval entre Saipan i Iwo Jima.
L'agost de 1939, el Kaigun Taishō Isoroku Yamamoto va ser nomenat Comandant de la Flota Combinada del Pacífic. Durant la primavera de 1940, Yamamoto decidí modificar el pla de guerra després d'observar el progrés en les maniobres de portaavions. Yamamoto suggerí que un únic i fulminant atac contra Hawaii era una alternativa per intentar destruir la flota enemiga al Pacífic i així, poder ocupar les colònies europees i americanes, mentre els estatunidencs reconstruïen de nou la flota. L'almirall Yamamoto va encertar en predir que el Regne Unit, França i els Països Baixos no comptaven amb forces per a defendre les seves colònies pel fet d'estar involucrats en la guerra paral·lela a Europa.
Una estratègia similar, d'un únic atac per sorpresa i decisiu ja va ser la que va fer servir l'almirall Heihachirō Tōgō, quan atacà sense la declaració de guerra a la flota russa a Port Arthur, iniciant així la guerra russojaponesa. Aquell atac va permetre que el Japó tingués la superioritat naval durant la resta de la guerra. Un precedent més proper va ser la batalla de Tàrent, quan uns biplans Swordfish britànic van llançar un atac des d'un portaavions, comandat per l'Almirall Andrew Browne Cunningham, molt més proper als objectius que la base principal britànica a Alexandria, inhabilitant la meitat de la flota italiana i forçant la seva retirada fins a Nàpols.
Yamamoto envià una delegació a Itàlia, que va concloure que una versió major i millor que la brillant maniobra de Cunningham podria forçar la flota estatunidenca a retirar-se fins a les seves bases a Califòrnia, i així donaria temps per a assolir l'Esfera de Co-Prosperitat del Gran Est Asiàtic, capturant les reserves petrolíferes de les Índies Orientals Holandeses, que els permetria incrementar la capacitat defensiva. Més important encara, la delegació tornà al Japó amb el secret dels torpedes de poca profunditat ideats pels enginyers de Cunningham.
A inicis de febrer de 1941, Yamamoto demanà (de manera no oficial) a l'almirall Takijiro Onishi, Cap de l'Estat Major de l'11a Flota Aèria, que estudiés la possibilitat de realitzar un atac amb portaavions contra Hawaii. Onishi passà l'encàrrec al Kaigun Chūsa Minoru Genda, l'opinió del qual era altament respectada pels resultats dels seus caces durant la guerra amb Xina.
Genda determinà que el pla tenia possibilitats d'èxit, si bé era molt arriscat. Això era suficient per a Yamamoto, ordenant al Kaigun Taisa Kameto Kuroshima que organitzés un pla detallat. Kuroshima lliurà posteriorment un pla batejat Operació Kuroshima, on s'indicava que era necessari que la flota enemiga fos a Hawaii en el moment de l'atac així com que era estrictament necessari que la flota de portaavions japonesa arribés fins a la base naval enemiga sense haver estat detectada. Yamamoto, conscient del risc de l'empresa, declarà "Si fallem, millor que finalitzem la guerra". A l'abril, l'Operació Kuroshima va ser renomenada Operació Z, en referència a la bandera Z, emprada per l'Almirall Togo per indicar l'inici de l'atac japonès a la decisiva batalla de Tsushima.
El Kaigun Shōshō Ryunosuke Kusaka, Cap de l'Estat Major de la 1a Flota Aèria, rebé les notes de l'operació perquè l'usés com a pla operatiu. Kusaka decidí reescriure el pla amb l'ajut dels Kaigun Chūsa Minoru Genda i Tamotsu Oishi, que ja n'havien estudiat la viabilitat.

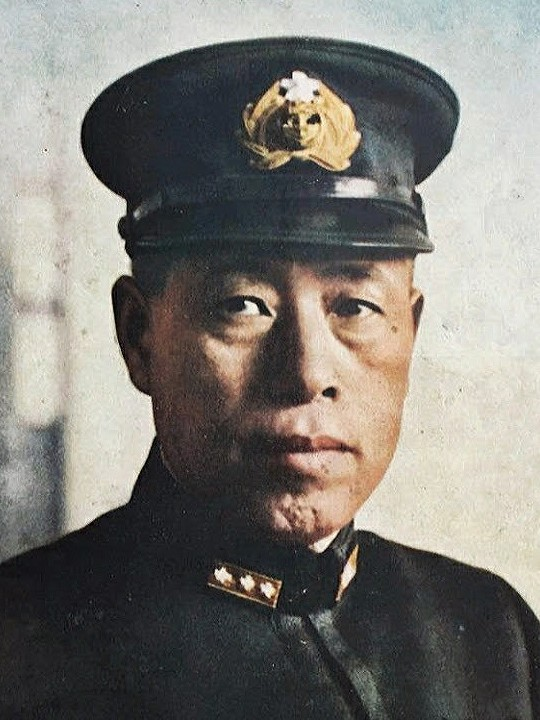
L'Almirall Isoroku Yamamoto

A inicis de setembre, els estrategs de la Marina Imperial Japonesa lliuraren els plans detallats de l'operació. La decisió d'usar quatre portaavions en lloc de sis va ser polèmica, generant la protesta de diversos alts oficials. El Kaigun Shōshō Tamon Yamaguchi, comandant de dos portaavions que havien quedat exclosos a l'operació (el Hiryū i el Sōryū), no només no es conformà de protestar al Kaigun Chūjō Nagumo, sinó que quan aquest rebutjà accedir a la seva petició, Yamaguchi li va fer una clau al voltant del coll. La intervenció de Kusaka va aconseguir calmar els ànims, i Yamaguchi finalment no va patir cap perjudici per la seva acció. Dies després, Nagumo va decidir finalment incloure també els dos portaavions de Yamaguchi.
Pel seu costat, el comandant de bombarders de l'Akagi, Kaigun Chūsa Mitsuo Fuchida, rebé el comandament de tots els bombarders dels portaavions.
L'atac depenia dels torpedes, però els models disponibles en aquells moments necessitaven aigües profundes quan eren llançats des de l'aire. El capità dissenyà un nou torpede, el "tipus 91", que podia ser llançat en aigües poc fondes. Aquest torpede causà la majoria dels danys a les naus americanes. Fuchida, Genda i Murata insistien en el fet que els torpedes haurien d'enfonsar-se a un màxim de 10 metres. Habitualment, els torpedes llançats des d'un avió, després d'enfonsar-se, seguien a una fondària de 20 metres. Amb pràctica, els pilots milloraren, però no podien arribar als 10 metres requerits. Però, davant la desesperació, s'arribà a una solució innovadora, a més de senzilla: l'ús de torpedes amb boies de fusta, les quals li donarien una estabilitat major i el farien flotar Un cop els pilots van començar a entrenar amb els nous torpedes modificats, els nivells de tocats ascendiren dràsticament fins a un 70%, millorant-lo en objectius estacionats. Els tècnics d'armament japonesos també dissenyaren bombes de penetració al blindatge especials, incorporant aletes en projectils navals de 14 i 15 polzades. Llançades des d'uns 10.000 peus (~ 3000 m) serien capaces de penetrar les cobertes blindades dels destructors i dels creuers estatunidencs ancorats a Pearl Harbor.
El 5 de novembre de 1941, Yamamoto va emetre una ordre secreta, de 151 pàgines, on s'indicava l'estratègia a seguir per a envair les colònies aliades a l'Extrem Orient, mentre es portava a terme l'atac a Pearl Harbor. Poc després, Yamamoto va emetre una nova ordre, fixant el 8 de desembre com a data d'inici de les operacions. A Hawaii seria diumenge, 7, i la intel·ligència nipona havia informat que la flota s'estava a port els diumenges. També s'especificava que en el cas que la diplomàcia aconseguís resultats, l'atac es cancel·laria immediatament.

### La tasca d'intel·ligència
En iniciar de la guerra europea, el Rikugun Shōsa Kumao Imoto va ser enviat al sud-est asiàtic. Imoto va fer el primer esbós de plans per a la invasió de Hong Kong i Singapur. També s'enviaren oficials a Sumatra, Java i les Filipines, però tot i que no s'obtingueren molts detalls per a portar a terme un pla pràctic d'atac, sí que es determinà que la majoria de la població autòctona volia alliberar-se del colonialisme occidental. El 1941, Yamamoto envià Takeo Yoshikawa a Hawaii, per a recollir informació sobre la base naval de Pearl Harbor.
A partir d'informes d'intel·ligència, Kusaka decidí que la flota atacant hauria de seguir una ruta ubicada a 800km al nord de Pearl Harbor i a 800km al sud de Dutch Harbor, perquè a aquelles latituds no estava a l'abast de les patrulles enemigues ni les rutes eren transitades a l'hivern. D'aquesta manera, Kusaka esperava que la flota de portaavions aconseguiria avançar des del nord fins a Pearl Harbor sense ser detectada.
A inicis de 1941, el Rikugun Taii Shigeharu Asaeda va ser enviat a Tailàndia per estudiar la frontera amb Birmània, llavors una colònia britànica. Asaeda determinà que Tailàndia era clau per capturar Birmània, i la seva informació resultà útil per a la posterior invasió de Birmània, que es portà a terme gairebé sense lluita. Posteriorment, el Rikugun Taisa Masanobu Tsuji sobrevolà Malàisia (colònia britànica) el 22 d'octubre i informà de la presència d'importants aeròdroms enemics. Dues divisions, la 5a i la 18a van ser destinades a capturar-los.

### Forces japoneses
En total hi havia 405 avions: 360 per a les dues onades d'atacs, 48 per patrulles aèries defensives i 9 caces nocturns per a la primera onada.
La Kido Butai, la flota que hauria d'atacar Pearl Harbor, formada per:
- 6 portaavions: Akagi, Kaga, Hiryū, Sōryū, Shōkaku i Zuikaku.
- 2 cuirassats: Hiei i Kirishima.
- 2 creuers pesants: Tone i Chikuma.
- 1 creuer lleuger
- 8 destructors.
- 81 caces.
- 135 bombarders en picat.
- 104 bombarders horitzontals.
- 40 bombarders torpediners.
- 3 carguers de combustible.
- 1 vaixell de subministraments.

La primera onada havia de fer els atacs primaris, mentre que la segona havia d'acabar amb les tasques pendents. La primera contenia el gruix d'armes per a atacar el vaixells principals, principalment torpedes. S'ordenà a les tripulacions que triessin els objectius més valuosos (principalment els cuirassats o els portaavions) o, si no en trobaven, qualsevol altre vaixell de gran valor (creuers i destructors). Els bombarders en picat havien d'atacar els objectius terrestres. Els caces havien d'atacar i destruir tants avions a terra com fos possible per a assegurar-se que no poguessin enlairar-se per contraatacar els bombarders, especialment els de la primera onada. Quan el combustible dels caces fos baix havien de tornar als portaavions per a tornar a carregar combustible i tornar al combat.
Abans que l'atac comencés, dos avions de reconeixement llançats des de creuers van sobrevolar Oahu per a informar de la composició de la flota enemiga i la seva localització. Quatre avions de reconeixement més van patrullar la zona entre la Kido Butai i Niihau, per tal de prevenir que la flota atacant fos sorpresa en un contraatac.

#### Submarins
Els submarins de la flota I-16, I-18, I-20, I-22 i I-24 van embarcar cadascun un mini-submarí Ko-hyoteki Tipus A per a portar-lo fins a les aigües d'Oahu. Els 5 mini-submarins van abandonar el Districte Naval de Kure el 25 de novembre de 1941. a les 03:42, el dragamines USS Condor va veure el periscopi d'un submarí al sud-oest de l'entrada del port i alertà el destructor USS Ward. El tinent William Outerbridge, comandant del Ward era nou i feia el seu primer comandament, i el seu avís no va ser pres gaire seriosament. Aquest primer submarí probablement aconseguí entrar a Pearl Harbor (seguint les petjades del Condor), però el Ward n'enfonsà un altre a les 06:37. Al nord de Ford Island, a un mini-submarí se li escapà el USS Curtiss amb el seu primer torpede, i després també fallà en atacar el Monagham abans de ser enfonsat a les 08:43.
Un tercer mini-submarí sortí a la superfície en dues ocasions, una a l'entrada del port i l'altra a l'est d'Oahu, on va ser capturar el 8 de desembre. El Kaigun Shōi Kazuo Sakamaki va nedar fins a la costa, on va esdevenir el primer presoner de guerra japonès. El quart submarí va resultar danyat per una càrrega de profunditat i abandonat per la seva tripulació abans de poder disparar els seus torpedes. Finalment, el 1999, una anàlisi de l'Institut Naval dels Estats Units va concloure que potser un mini-submarí va aconseguir disparar amb èxit un torpede contra el USS West Virginia. Les forces japoneses van rebre un missatge d'un mini-submarí el 8 de desembre a les 00:41 clamant danys contra un o més grans vaixells de guerra a Pearl Harbor. El destí final d'aquest submarí és desconegut.

### La travessia:Escaleu el Mont Niitaka

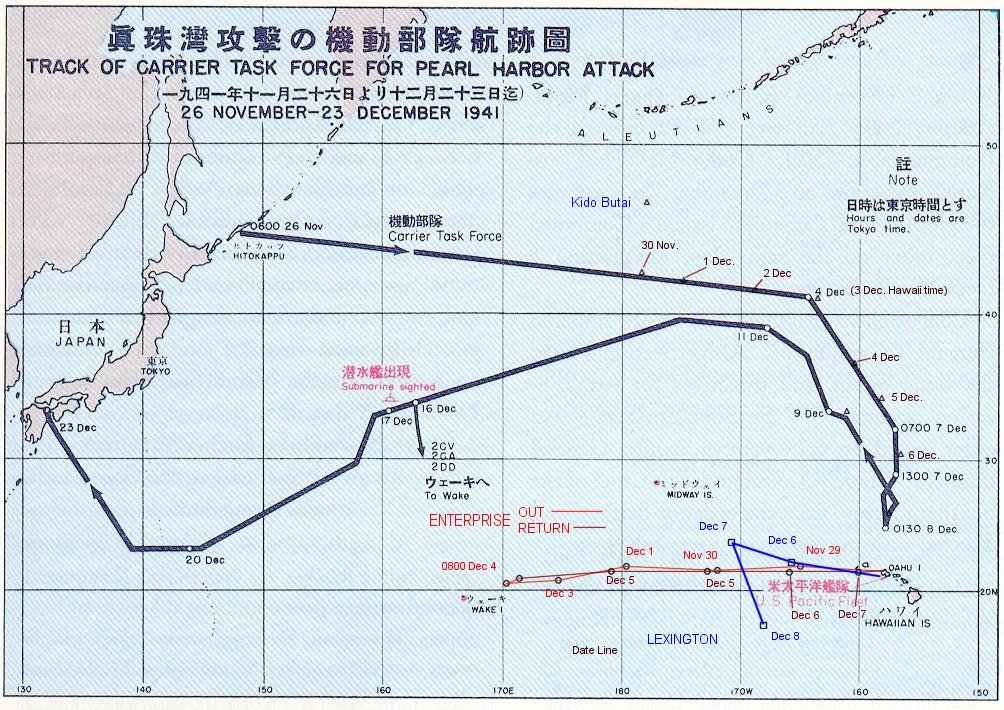
Ruta de la flota japonesa cap a Pearl Harbor.

El 16 de novembre, la Kido Butai inicià la seva partida, salpant a poc a poc i en grups petits, per trobar-se a la Badia de Tankan, a les Kurils el 22. D'allà salparien el 26, seguint una ruta septentrional per evitar trobades accidentals. En ruta, s'haurien de trobar amb petroliers i carregar combustible a 43º Nord, 170º Est el 3 de desembre. La navegació en aquella zona era molt complicada a l'hivern, i el poc tràfic existent operava més al sud; però la pantalla de destructors d'escorta tenia ordres d'enfonsar qualsevol vaixell que es trobessin, per així mantenir el secret a qualsevol cost. Un cop en mar obert, la flota mantindria un silenci radiofònic absolut, mentre es realitzaven transmissions falses des de la costa japonesa per fer creure als Aliats que la flota encara es trobava en aigües japoneses.
Ja en marxa, Yamamoto envià a Nagumo un missatge en clau: "Niitaka yama nobore" (Escaleu el Mont Niitaka), que significava que l'atac avançava segons el pla previst. El 2 de desembre, Nagumo rebé un missatge que li ordenava obrir un sobre lacrat d'alt secret. A dins hi havia un missatge fatal: "El nostre Imperi ha decidit anar a la guerra contra els Estats Units, la Gran Bretanya i els Països Baixos a inicis de desembre". A més, el missatge fixava la data del 8 de desembre (7 de desembre segons el calendari de Pearl Harbor) per a iniciar l'atac. Davant això, Nagumo informà els seus oficials que l'atac progressava.

## Estat de preparació dels Estats Units
Les forces estatunidenques d'intel·ligència civil i militar van reunir entre ambdues informació suficient per a anticipar l'agressió japonesa setmanes o potser mesos abans de l'atac, i el mateix dia de l'atac va haver-hi nombroses advertències per a les forces armades a Pearl Harbor. Aquests advertiments haguessin pogut augmentar el nivell d'alerta i fer que l'atac hagués pogut arribar a fracassar, o almenys que no hauria resultat tan perjudicial.
D'alguna manera, el Dr. Ricardo Rivera Schreiber, diplomàtic peruà a Tokyo, s'assabentà dels plans contra Pearl Harbor. El 27 de gener de 1941, l'ambaixador estatunidenc al Japó, Joseph Grew, informà que el Dr. Rivera Schreiber havia informat sobre un atac per sorpresa contra Hawaii. La intel·ligència naval estatunidenca, això no obstant, desestimà l'advertència, basant-se en la ubicació d'aquell moment de la flota nipona.

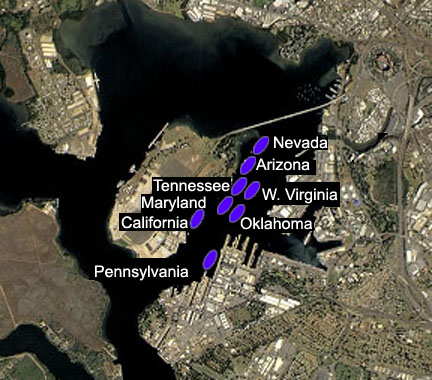
El "Canal dels Destructors", que presentà una concentració vulnerable de blancs.

Des de novembre de 1940, l'espionatge nord-americà era coneixedor de la clau secreta nipona, cosa que li permetia desxifrar els missatges diplomàtics i militars entre Tokio i el seu consolat de Honolulú, sobre la situació a Pearl Harbor, l'illa d'Oahu i l'esquadra del Pacífic estatunidenca. L'Exèrcit i la Marina havien interceptat diversos missatges significatius, però la distribució d'aquesta informació va ser incompleta, contradictòria o insuficient. Es van enviar diversos avisos a les forces estatunidenques al Pacífic durant el mes de novembre; però tot i la creixent informació insinuant una nova fase d'agressió japonesa, va ser dirigida poca informació específica a Pearl Harbor.
Alguns comandants estatunidencs van ser advertits que el llançament de torpedes en aigües poc profundes era possible, però no van apreciar completament el perill plantejat pels torpedes secrets japonesos. Pensant que Pearl Harbor tenia defenses naturals davant l'atac de torpedes, la Marina decidí que era innecessari protegir addicionalment el port amb xarxes i desconcertadors de torpedes. Donada una mancança d'avions, el port no era patrullat freqüentment i, en el moment de l'atac, l'exèrcit estava entrenant-se en lloc d'estar alerta. La majoria de les armes de defensa estaven emmagatzemades i sense munició, que es guardava en armeries separades.
Per un altre costat, el General Short, amoïnat amb els possibles sabotatges, ordenà que tots els avions estiguessin junts, perquè així se'ls podria protegir millor (tot i que aquesta mesura els convertia en blancs més fàcils en cas d'un atac aeri). També ordenà la vigilància per radar, però només fins a les 7 del matí. Pel seu costat, l'almirall Kimmel ordenà una rotació dels portaavions, així com patrulles marítimes. L'Lexington va rebre l'ordre d'agafar avions de la base, tot i que Kimmel no n'anava sobrat, i de portar-los fins a les Midway. Malgrat les precaucions, ningú no pensava en un atac aeri, sinó en un atac naval o en possibles sabotatges.

## Ruptura de negociacions
Una part del pla japonès era trencar les negociacions amb els Estats Units immediatament abans d'iniciar l'atac. L'almirall Yamamoto havia estipulat des d'un inici que l'atac no hauria de començar fins 30 minuts després que el Japó hagués informat els Estats Units que les negociacions havien quedat trencades. Així doncs, el Japó per un costat aconseguia mantenir les formalitats de les convencions de guerra mentre que per l'altre aconseguia l'efecte sorpresa. Els diplomàtics de l'ambaixada japonesa a Washington (incloent l'ambaixador Kichisaburo Nomura i el representant especial Saburo Kurusu) havien estat portant a terme llargues trobades amb el Departament d'Estat sobre les reaccions del govern estatunidenc davant els moviments japonesos a Indoxina.
Just abans de l'atac, s'envià a l'ambaixada un llarg missatge des de l'Oficina de Relacions Exteriors a Tokio (codificat amb la màquina Purple), amb instruccions de lliurar-lo al Secretari d'Estat Cordell Hull a la una en punt, escassament mitja hora abans que s'iniciés l'atac. Malgrat les intencions, a causa de les demores en el desxiframent i la transcripció del llarg missatge, el personal de l'Ambaixada no pogué complir les instruccions. El missatge va ser enviat en 14 fragments, i era desxifrat a mesura que arribava. A causa de dificultats en la transmissió, Nomura no tenia el missatge sencer a l'hora prevista, i retardà la seva cita amb Hull fins a les 14:00. El llarg missatge de trencament de negociacions va ser lliurat molt després que l'atac s'hagués iniciat. Hull estava tens i enfurismat durant la trobada, i Nomura descobrí ben aviat el motiu: Pearl Harbor havia estat atacat pel Japó.
Els serveis d'intel·ligència estatunidencs havien desxifrat el missatge molt abans que ho hagués fet l'ambaixada japonesa, i el tenien disponible unes 9 hores abans que estigués programat el seu lliurament. Quan es descodificà la segona part del missatge, el general Marshall ordenà que s'enviés una advertència a Hawaii aquell matí, que finalment va ser lliurada per un missatger d'ascendència japonesa al general Short a Pearl Harbor hores després del final de l'atac. El retard fou degut al fet que el General Marshall havia sortit de maniobres quan la Marina demanà usar el sistema de comunicació de l'Exèrcit i a les dificultats amb les comunicacions de l'Exèrcit, motiu pel qual va ser transmès finalment a través de la xarxa comercial, havent perdut el caràcter d'urgent.
Els registres japonesos admesos com a proves en una audiència del Congrés mostraren que els japonesos ni tan sols havien redactat una declaració de guerra abans de saber que havien tingut èxit en l'atac a Pearl Harbor. La declaració de guerra, de només dues ratlles, va ser finalment lliurada a l'Ambaixador Grew unes deu hores després que hagués finalitzat l'atac. Se li va permetre enviar-la al govern dels Estats Units, on es va rebre el dilluns 8 a la tarda.

## L'atac

### Primera onada

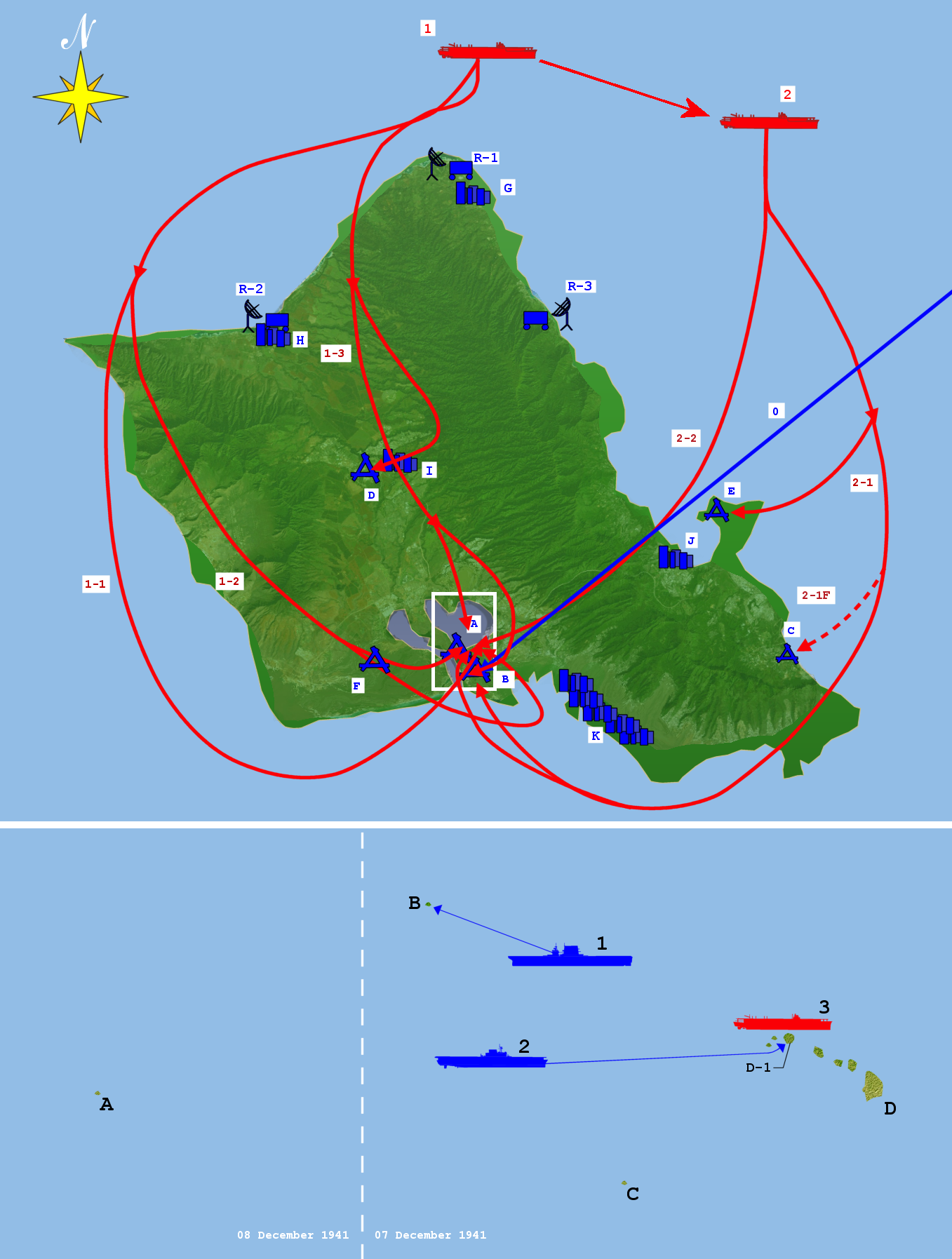
Els japonesos van atacar en dues onades. La primera onada va ser detectada pel radar americà a 136 milles nàutiques (252km), però va ser erròniament identificada com bombarders de la USAAF que venien del continent.
A la part superior:
A. Ford Island NAS B. Hickam Field C. Bellows Field D. Wheeler Field
E. Kaneohe NAS F. Ewa MCAS R-1. Opana Radar Station R-2. Kawailoa RS R-3. Kaaawa RS
G. Haleiwa H. Kahuku I. Wahiawa J. Kaneohe K. Honolulu
0. B-17s del continent 1. Primer grup d'atac 1-1. Bombarders en horitzontal 1-2. Torpediners 1-3. Bombarders en picat 2. Segon grup d'atac 2-1. Bombarders en horitzontal 2-1F. Caces 2-2. Bombarders en picat
A sota:
A. Illa de Wake B. Illa de Midway C. Illa Johnston D. Hawaii D-1. Oʻahu 1. USS Lexington 2. USS Enterprise 3. Primera Flota Aèria

Els primers trets estatunidencs de la Segona Guerra Mundial i les primeres baixes de l'atac a Pearl Harbor tingueren lloc quan el USS Ward atacà i enfonsà un mini-submarí japonès a les 06:37. Cinc mini-submarins de la classe Ko-hyoteki planejaven atacar les naus estatunidenques amb torpedes simultàniament a l'inici del bombardeig aeri. Cap d'aquests cinc submarins va tornar a la seva base. Dels 10 tripulants dels submarins, 9 van morir i l'únic supervivent, Kazuo Sakamaki, va ser el primer presoner de guerra dels estatunidencs.
Els avions japonesos atacaren en dues onades, amb un total de 353 avions enemics sobre Oahu. La primera onada era comandada pel Kaigun Chūsa Fuchida. Sis avions no van poder enlairar-se per dificultats tècniques. Estava formada per:
- 1r Grup — (objectius: cuirassats i portaavions) 
  - 50 bombarders Nakajima B5N armats amb bombes perforadores de blindatge de 800kg, organitzats en 4 seccions
  - 40 bombarders B5N armats amb Torpedes Tipus 91, també en 4 seccions.
- 2n Grup — (objectius: Ford Island i Wheeler Field
  - 54 bombarders en picat Aixhi D3A armats amb bombes de 250kg
- 3r Grup — (objectius: aeroports de Ford Island, Hickam Field, Wheeler Field, Barber's Point i Kaneohe)
  - 45 caces Mitsubishi A6M Zero pel control aeri i atacs a objectius terrestres.

Els avions torpediners, altament vulnerables, encapçalaven aquesta primera onada composta per 183 aparells, aprofitant els primers moments de sorpresa per a atacar el que s'esperava que fossin portaavions i cuirassats, mentre que els bombarders atacaven en picat les bases estatunidenques, començant per la d'Hickam Field (la major) i la de Wheeler Air Field (la principal base d'avions de caça). Els 170 avions de la segona onada atacaren Bellows Field i Ford Island, una base aeronaval i dels Marines al centre de l'illa. L'única oposició vingué d'avions P-36 Hawk i P-40 Warhawk, que aconseguiren fer 25 sortides, així com de l'artilleria naval antiaèria.
El matí de l'atac, el radar SCR-270 Opana Point de l'Exèrcit estatunidenc (que encara no estava plenament operatiu) detectà els avions japonesos acostant-se. Tot i que els ecos indicaven un objectiu molt major que qualsevol altre que havien vist fins llavors, l'únic oficial que es trobava al nou i encara parcialment activat Centre d'Intercepció, tinent Kermit A. Tyler (que no comptava amb entrenament específic pel destí), suposà que es tractava de l'arribada prevista d'avions B-17 i no en va fer gens de cas. Mentrestant, a les 07:49, Fuchida ordenava als seus homes que adoptessin la formació d'atac, i a les 7:53 (hora local) transmetia als portaavions el missatge clau: "Tora, Tora, Tora!" ("Tigre, Tigre, Tigre!"), indicant que l'aproximació s'havia assolit amb un èxit complet i que s'havia aconseguit agafar desprevinguts els americans, i s'inicià immediatament l'atac.
Diversos avions nord-americans van ser abatuts mentre la primera onada s'acostava a terra, i almenys un d'ells aconseguí transmetre un avís incoherent. Diversos vaixells a l'entrada del port també van llançar avisos, que encara estaven sent processats o esperant confirmació quan començaren a caure les bombes. No se sap què hagués pogut passar si aquests advertiments haguessin estat interpretats de manera correcta i molt més prompta; els resultats que els japonesos van aconseguir a les Filipines van ser si fa no fa els mateixos que a Pearl Harbor, tot i que MacArthur havia tingut 9 hores d'avís.
Els tripulants dels vaixells ancorats a la base despertaren amb el so de les bombes i els crits d'"Equips d'incendi i rescat prenguin posició" i "Tots a coberta, ens bombardegen! Això no és un simulacre!". Tot i la manca de preparació, que incloïa dipòsits de munició tancats, avions agrupats per evitar el sabotatge i artilleria sense dotació (cap dels 5"/38, una quarta part de les metralladores i només 4 de les 31 bateries van entrar en acció), hi va haver personal militar estatunidenc que realitzà serveis distingits durant la batalla. El contraalmirall Isaac C. Kidd i el capità Franklin Van Valkenburgh, comandant de l'USS Arizona, es precipitaren cap al pont del vaixell per dirigir les operacions de defensa, fins que ambdós resultaren morts per l'explosió de la santabàrbara (dipòsit on s'emmagatzema la munició als vaixells) de proa, causada per una bomba de perforació del blindatge, que esclatà al costat d'una torreta de la bateria principal de canons de proa. Ambdós reberen a títol pòstum la Medalla d'Honor.
L'alferes Joe Taussig posà el Nevada en línia de navegació des d'una arrancada en fred. El destructor USS Aylwin aconseguí posar-se en marxa amb només 4 oficials a bord (tots ells alferes, dels quals cap ni un comptava amb més d'un any de servei). Aquesta nau operà al mar durant 4 dies fins que el seu comandant pogué abordar-la. El capità Mervyn Bennion, comandant del West Virginia (vaixell insígnia de l'almirall Kimmel) dirigí amb calma els seus homes durant la batalla fins a ser tocat per la metralla d'una bomba que esclatà al Tennessee, que estava fondejat al costat del West Virginia. L'heroi probablement més famós de l'atac seria Doris "Dorie" Miller, un cuiner negre del West Virginia, que, anant més enllà del sentit del deure, agafà una metralladora antiaèria que no estava sent usada en aquells moments (tot i que no havia rebut entrenament per fer-ho) i obrí foc contra els avions atacants, i en va abatre un almenys.
L'almirall Kimmel estava observant l'atac quan una bala perduda travessà un vidre del seu despatx i el copejà al pit, fent-lo retrocedir unes passes. Agafà la bala i, després de mirar-se-la uns moments, exclamà: "Hauria estat més pietosa si m'hagués matat".

### Segona onada
Gairebé no hi hagué cap separació temporal entre ambdues onades, tan sols una breu pausa abans què tornessin a caure les bombes. La segona onada estava comandada pel Kaigun Shōsa Shigekazu Shimazaki. Quatre avions no van poder enlairar-se degut a dificultats tècniques. Aquesta onada estava formada per:
- 1r Grup — 54 bombarders Nakajima B5N armats amb bombes de 249kg i de 54kg per objectius diversos;
  - 27 B5N dirigits als camps d'aviació i hangars de Kaneohe, Ford Island i Barbers Point
  - 27 B5N dirigits als camps d'aviació i hangars de Hickam Field
- 2n Grup — (objectius: portaavions i creuers)
  - 81 bombarders en picat Aixhi D3A armats amb bombes de 250kg, en 4 seccions
- 3r Grup — (objectius: aeroports de Ford Island, Hickam Field, Wheeler Field, Barber's Point i Kaneohe)
  - 36 caces Mitsubishi A6M Zero pel control aeri i atacs a objectius terrestres.

Les diferents seccions arribaren als punts d'atac gairebé simultàniament des de diverses direccions.
Gairebé la meitat dels morts (1.102 homes) van ser deguts a l'explosió de la santabarbara frontal l'USS Arizona, quan un projectil modificat de 40cm travessà ambdues cobertes blindades. El buc de l'USS Arizona es convertí en un monument als morts aquell dia, la majoria del qual encara estan al vaixell.

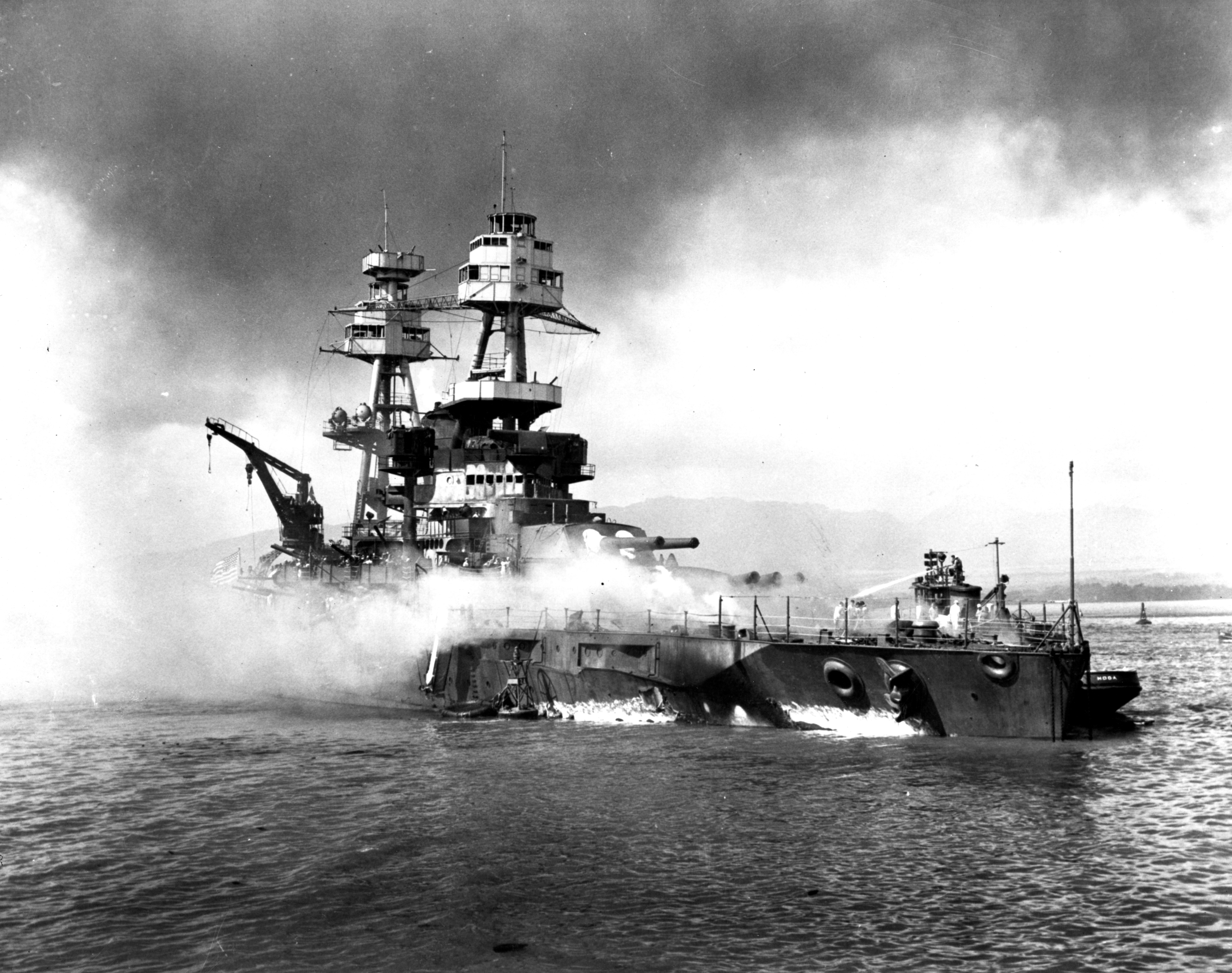
El Nevada en flames

L'USS Nevada provà de sortir a mar obert, però se li ordenà continuar amarrat per evitar bloquejar l'entrada del port. Tot i que ja havia sigut danyat per un torpede i que hi havia foc a proa, va ser l'objectiu de molts bombarders japonesos mentre que s'allunyava navegant. Suportà més impacte de les bombes de 250 lliures (113kg) que no pas quan estava amarrat a port.
L'USS California va rebre l'impacte de dues bombes i dos torpedes. La tripulació l'hauria pogut mantenir flotant si no se'ls hagués ordenat abandonar-lo, perquè estava augmentant la potència de les bombes. El combustible incendiat de l'Arizona i del West Virginia es dirigia cap allà, i probablement la situació hagués sigut pitjor del que ja era. L'USS Utah, desarmat, va ser foradat en dues ocasions per torpedes. L'USS West Virginia va rebre 7 torpedes, el darrer dels quals li destrossà el timó. L'USS Oklahoma va rebre 4 torpedes, dos dels quals impactaren per damunt del cinturó del blindatge lateral. L'USS Maryland va ser tocat per dos projectils de 40cm, però cap dels dos causà res greu.
Tot i que els japonesos es concentraren en els cuirassats (els majors vaixells presents), no van ignorar la resta dels objectius. El creuer lleuger USS Helena va ser torpedinat i de la commoció va fer bolcar el dragamines USS Oglala, ancorat al seu costat. Dos destructors que es trobaven al dic sec van ser destruïts quan les bombes van penetrar els seus tancs de combustible. El combustible que deixaren anar s'incendià, provocant la inundació del dic sec, pujant el nivell del combustible i cremant per complet els vaixells. El creuer lleuger USS Raleigh va ser danyat per un torpede. El creuer lleuger USS  Honolulu va resultar danyat, però continuà en servei. El destructor USS Cassin bolcà i el USS Downes va ser greument danyat. El vaixell de reparacions USS Vestal també va resultar greument danyat i encallà. El portaaeronaus USS Curtiss també va resultar danyat. El USS Shaw també va ser greument danyat quan dues bombes van penetrar al seu magatzem de proa.
Dels 402 avions nord-americans a Hawaii, 188 van ser destruïts, i dels 159 danyats, 155 van ser-ho a terra. Gairebé cap d'ells estava a punt per enlairar-se per defendre la base. Dels 33 PBYs a Hawaii, 24 van ser destruïts i 6 més van quedar danyats (els 3 que es trobaven patrullant van tornar sense danys). El foc amic va abatre diversos avions, entre ells els que provenien del USS Enterprise.
55 aviadors japonesos i 9 submarinistes van morir en acció. Dels 414 avions japonesos disponibles, es van perdre 29 durant la batalla (9 durant la primera onada i 20 en la segona), amb 74 més danyats pel foc antiaaeri.
Després d'una passada a Hickam, el tinent Saburo Shindo, comandant de la 1a unitat de caces, va fer una passada de reconeixement amb el seu Zero, estudiant l'efectivitat de l'atac aeri volant a 300 metres. Quan tornà a l'Akagi, el seu informe a Genda seria breu: "Molts danys causats". A les 11:00, Fuchida començà el seu reconeixement i sobrevolà Oahu. Amb molta cura, anotà les posicions dels vaixells que cremaven, tot i que el seu propi avió estava tocat. Quan el darrer avió de la segona onada virà cap a l'est, Fuchida també inicià el seu retorn cap a l'Akagi.

### La possible tercera onada
Molts oficials subalterns, incloent Fuchida i Genda (l'arquitecte en cap de l'atac), van urgir a Nagumo perquè llancés una tercera onada per destruir els magatzems de combustible i de torpedes de Pearl Harbor, les instal·lacions de manteniment i els dics secs (molts historiadors han suggerit que la destrucció de totes aquestes instal·lacions hagués afectat molt més la capacitat de la Flota del Pacífic que no pas la pèrdua dels seus cuirassats, fins al punt que potser les grans operacions nord-americanes al Pacífic s'haurien hagut de retardar un any). No obstant això, Nagumo decidí retirar-se per diversos motius:
- l'actuació dels antiaeris estatunidencs havia millorat considerablement durant la segona onada, i dos terços de les pèrdues japoneses havien sigut durant la segona onada.[43] Nagumo temia que si llançava una tercera onada, podria arriscar fins a tres quartes parts de la força de la Flota Combinada per destruir els objectius restants mentre patia unes immenses pèrdues aèries.
- es desconeixia la localització dels portaavions americans. A més, Nagumo estava preocupat perquè la flota es trobava dins del radi d'acció dels bombarders americans amb base a terra. Nagumo no estava segur si a la USAAF li restaven suficients avions a Hawaii per llançar un atac contra la seva flota.[44]
- una tercera onada requeriria una preparació substancial, que significava que els avions haurien d'aterrar de nit. En aquells moments, la Marina Imperial encara no havia desenvolupat tècniques nocturnes pels portaavions, i això comportava un risc substancial.
- el nivell de combustible de la flota no els permetria romandre gaire més a Pearl Harbor, perquè ja es trobaven als límits del suport logístics.
- creia que amb la segona onada s'havia assolit de manera satisfactòria l'objectiu principal de la seva missió (la neutralització de la Flota del Pacífic) i no volia arriscar-se a tenir majors pèrdues.[45] A més, la pràctica de la Marina Imperial preferia la conservació de les pròpies forces davant la destrucció total de l'enemic.[46]

Durant una conferència a bord del Yamato l'endemà al matí, Yamamoto aprovà en primera instància la decisió de Nagumo. En retrospectiva, en veure que gràcies a tenir els magatzems i els dipòsits de combustible els Estats Units van poder reprendre les activitats al Pacífic ràpidament, Yamamoto es lamentaria d'aquella decisió, afirmant categòricament que va ser un gran error no llançar una tercera onada.

## Després de la batalla
Les pèrdues japoneses eren mínimes (insignificants) davant la victòria que havien assolit: 185 morts i un capturat. Les pèrdues americanes eren esfereïdores: 2.403 morts (2.008 de la Marina, 218 de l'Exèrcit, 109 Marines i 68 civils) i 1.178 ferits (710 de la Marina, 364 de l'Exèrcit, 69 Marines i 35 civils). Tots 8 cuirassats havien quedat danyats o enfonsats, a més de 3 creuers danyats, 4 destructors danyats, un dragamines enfonsat. Només l'Arizona comptabilitzava la meitat de les pèrdues de la Marina, i les pèrdues incloïen homes de 44 estats, el Districte de Colúmbia, Guam, Hawaii, les Filipines i Canadà. A més, es perderen 169 avions (92 de la Marina i 77 de l'Exèrcit); i 150 van quedar danyats (31 de la Marina i 128 de l'Exèrcit).
A les 10:00, el Governador d'Oahu Joseph Poindexter ordenà l'estat d'emergència a tot el territori hawaià, mentre que els primers civils ferits començaven a arribar als hospitals. A les 10:42, les estacions de ràdio emmudiren, per evitar ser usats com guia per a futurs atacs. Mentrestant, el general Short imposà la llei marcial al territori, mentre que els primers informes falsos de tropes invasores començaven a circular. Aquella nit, Hawaii estaria a fosques. Cap a les 00:30, la policia de Honolulu amb el suport del FBI, es dirigí cap al consolat japonès, on trobaren al personal cremant documentació.
Per 110 minuts de combat es concediren 16 Medalles d'Honor, 51 Creus de la Marina (entre elles la concedida al mariner Doris Miller, primer negre en rebre-la), 53 Estrelles de Plata, 4 Medalles de la Marina i del Cos de Marines, 1 Creu dels Vols Distingits, 4 Creus del Servei Distingit i 3 Estrelles de Bronze. Es creà una medalla especial, la Medalla Commemorativa de Pearl Harbor, atorgada posteriorment a tots els militars veterans de l'atac.
| Nom               | Classe           | Torpedes rebuts | Bombes rebudes        | Estat       | Destí                           |
| ----------------- | ---------------- | --------------- | --------------------- | ----------- | ------------------------------- |
| USS Arizona       | Cuirassat        | 1               | 8                     | Enfonsat    | Convertit en Memorial           |
| USS California    | Cuirassat        | 2               | 1                     | Enfonsat    | Reflotat                        |
| USS Maryland      | Cuirassat        | 0               | 2                     | Danyat      | Reparat i modernitzat           |
| USS Nevada        | Cuirassat        | 1               | 5                     | Molt danyat | Reparat i modernitzat           |
| USS Oklahoma      | Cuirassat        | 5 (potser més)  | 0                     | Bolcat      | Desballestat                    |
| USS Pennsylvania  | Cuirassat        | 0               | 1                     | Danyat      | Reparat                         |
| USS Tennessee     | Cuirassat        | 0               | 2                     | Danyat      | Reparat                         |
| USS West Virginia | Cuirassat        | 5 ó 7           | 2                     | Enfonsat    | Reflotat, reparat i modernitzat |
| USS Helena        | Creuer lleuger   | 1               | 0                     | Danyat      | Reparat                         |
| USS Honolulu      | Creuer lleuger   | 0               | 1(impacte no directe) | Danyat      | Reparat                         |
| USS Raleigh       | Creuer lleuger   | 1               | 1                     | Molt danyat | Reparat                         |
| USS Shaw          | Destructor       | 0               | 3                     | Destruït    |                                 |
| USS Cassin        | Destructor       | 0               | 1                     | Molt danyat | Reconstruït                     |
| USS Downes        | Destructor       | 0               | 2                     | Molt danyat | Reconstruït                     |
| USS Helm          | Destructor       | 0               | 1(impacte no directe) | Danyat      | Reparat                         |
| USS Oglala        | Dragamines       | 1               | 0                     | Enfonsat    | Reflotat i reparat              |
| USS Curtiss       | Portahidroavions | 0               | 1                     | Danyat      | Reparat                         |
| USS Sotoyomo      | Remolcador       | 0               | 0                     | Enfonsat    | Reflotat i reparat              |
| USS Utah          | Cuirassat        | 0               | 2                     | Bolcat      | Abandonat                       |
| USS Vestal        | Carboner         | 0               | 2                     | Molt danyat | Reparat                         |
| YFD-2             | Dic sec flotant  | 0               | 0                     | Enfonsat    | Reflotat i reparat              |

Tot i els danys soferts a gran escala en els vaixells i els avions americans, no va afectar els magatzems de combustible, ni tampoc a les instal·lacions de manteniment.
Afortunadament pels Estats Units, els portaavions nord-americans havien quedat intactes, d'altra manera la capacitat de la Flota del Pacífic per conduir alguna operació ofensiva hagués quedat interrompuda almenys un any. A més, l'eliminació dels cuirassats comportà que la US Navy no tingués possibilitat d'elecció i hagués de confiar exclusivament en els portaavions i els submarins per començar la lluita (armes amb les quals finalment derrotarien al Japó). Cinc dels 8 cuirassats serien reparats i tornarien al servei, però la seva velocitat limitaria el seu desplegament, usant-se sobretot en accions de bombardeig de costes. Per contra, el pensament estrateg japonès seguia pensant que la batalla decisiva al Pacífic es lluitaria amb cuirassats, d'acord amb la doctrina del Capità Alfred Mahan. De resultes, Yamamoto (i els seus successors) prepararen cuirassats per a una "batalla decisiva" que mai no tingué lloc.
Finalment, objectius que no apareixien a la llista de Genda, com la base de submarins o l'edifici del quarter general, es demostraren més importants que no pas qualsevol cuirassat. Van ser els submarins els que van immobilitzar els vaixells pesants de la Marina Imperial i aconseguiren que el Japó anés escàs de petroli i matèries primeres rares. A més, a l'edifici de l'Administració estava la seu de la unitat de cripto-anàlisi que contribuí significativament a Midway i a l'èxit de la força de submarins.

## Les reaccions a l'atac
L'atac causà una commoció inicial a tots els Aliats al teatre del Pacífic. Les pèrdues posteriors van fer que l'alarma s'assentés. Poques hores després que s'iniciés l'atac a Pearl Habor (i tanmateix era l'endemà, 8 de desembre de 1941, ja que ocorregué a l'altre costat de la línia internacional del canvi de data), les tropes japoneses iniciaren un atac matutí a Hong Kong, seguits d'atac a les Filipines, a l'illa de Wake, Malàisia, Tailàndia, així com l'enfonsament el HMS Prince of Wales i el HMS Repulse a la costa de Malàisia, fent que Churchill afirmés posteriorment que en tota la guerra mai no he rebut un cop tan directe. No hi ha cap gran vaixell britànic o americà a l'oceà Índic o al Pacífic llevat dels supervivents americans de Pearl Harbor que es dirigeixen a Califòrnia. En aquesta vasta extensió d'aigües el Japó és suprem i a tot arreu estem nus i afeblits.

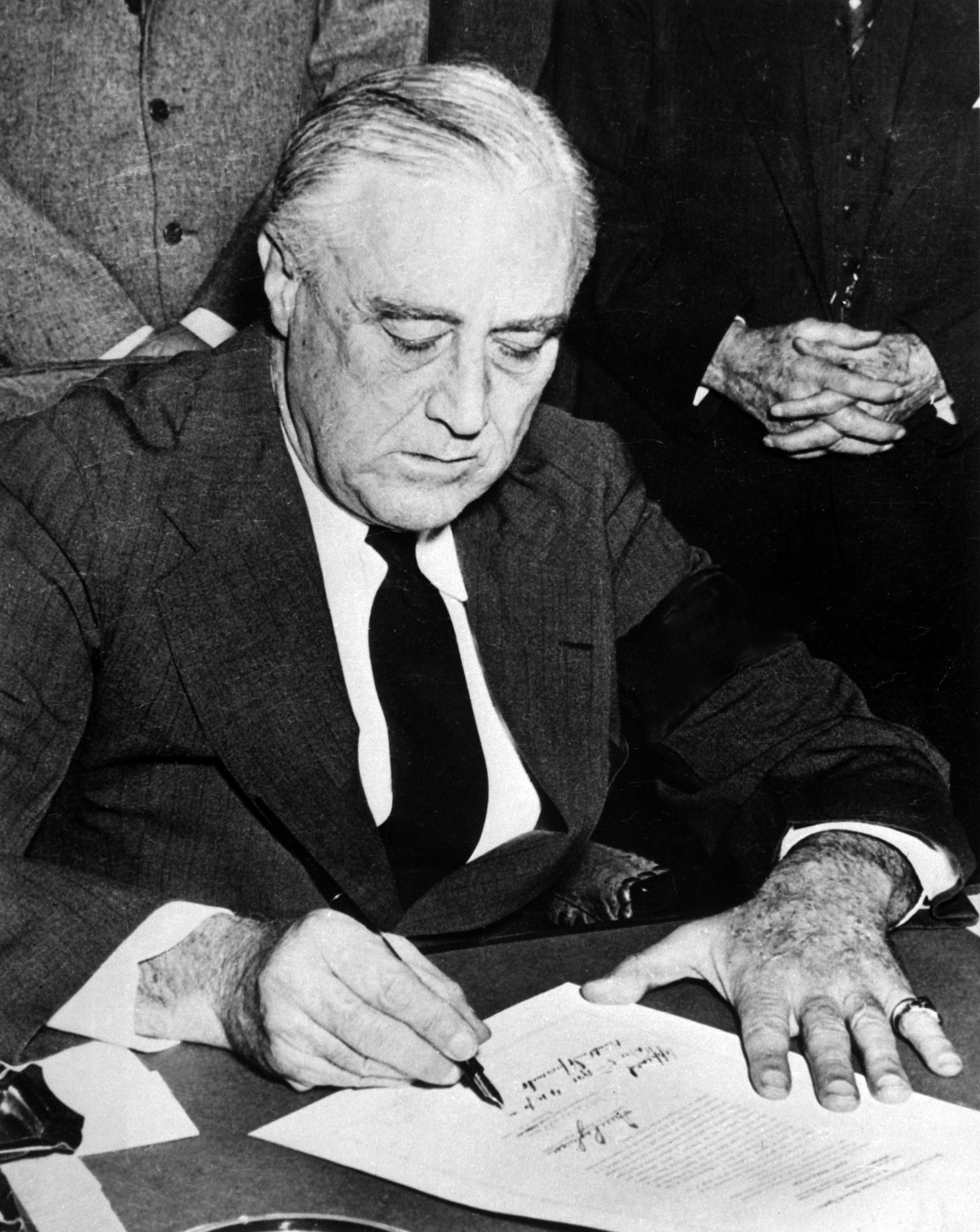
El president Roosevelt signa la Declaració de Guerra contra Japó el dia després de l'atac.

El 8 de desembre el Congrés dels Estats Units declarà la guerra a l'Imperi Japonès, sent l'únic vot contrari a aquesta decisió el de Jeannette Rankin. Els Estats Units estaven cecs d'ira, tant per l'atac com pel fet que no havien rebut prèviament una notificació de trencament de relacions, considerant ambdues accions com traïdores. Roosevelt signà la declaració de guerra aquell mateix dia, referint-se al 7 de desembre com un dia que viuria en infàmia (en una declaració que passaria a la història) al dirigir-se a la sessió conjunta del Congrés. Seguint la intensificació de la mobilització militar, el govern estatunidenc començà a adoptar una economia de guerra.
L'atac a Pearl Harbor uní a una nació dividida com res més no ho podria haver fet: tot d'una, uní als estatunidencs en contra del Japó, i probablement va fer possible l'adopció de la política de rendició incondicional presa per les Forces Aliades. Per tant, hi ha historiadors que creuen que l'atac a Pearl Harbor condemnà al Japó a la derrota a causa del fet que despertà al gegant adormit", ja que, independentment de què els dipòsits de combustibles o que els tallers de maquinària haguessin estat destruïts, o que els portaavions haguessin estat sorpresos a port i enfonsats, la capacitat industrial dels Estats Units, un cop mobilitzada, va ser capaç de proveir de recursos en abundància tots els escenaris de guerra. 
La percepció de la natura traïdora de l'atac a Pearl Harbor també despertà temors de sabotatge o d'espionatge cap als estatunidencs d'ascendència japonesa, essent un factor decisiu en el posterior confinament en camps de concentració dels ciutadans estatunidencs d'origen nipó. En idioma anglès el terme Jap, abreviació de japonès, va passar a ser despectiu després d'aquests fets.
L'Alemanya Nazi declarà la guerra als Estats Units l'11 de desembre, quatre dies després de l'atac japonès. Encara que Hitler no tenia obligació de fer-ho segons els acords del Pacte Tripartit, ho considerà una mera formalitat a causa del fet que la Marina estatunidenca portava mesos participant en la batalla de l'Atlàntic. Hitler subestimà la capacitat industrial i militar estatunidenca, i pensava que la guerra amb el Japó alleugeria la seva situació. Això indignà doblement els estatunidencs, permetent així als Estats Units entrar obertament a l'escenari europeu de la guerra donant suport al Regne Unit, accions que retardaren per un temps la resposta total dels Estats Units al Pacífic.
Tant el comandant de la Marina, el contraalmirall Husband E. Kimmel, com el comandant de l'Exèrcit, el tinent general Walter Short (el cos aeri del qual tenia la responsabilitat de les defenses aèries de la base) van ser rellevats dels seus càrrecs poc després de l'atac. Van ser acusats d'abandonament del deure per no haver disposat preparatius de defensa suficients.

## Efectes a llarg termini

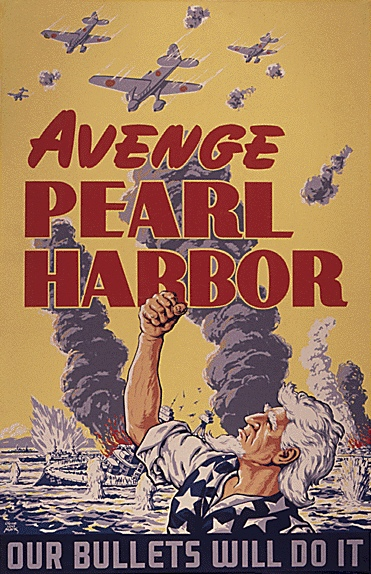
L'atac inflamà els sentiments dels Estats Units, i la data del 7 de desembre i l'atac a Pearl Harbor es convertirien el símbol per dirigir la venjança. El text del cartell: "Vengeu Pearl Harbor – Les nostres bales ho faran"

L'atac a Pearl Harbor va ser un èxit tàctic que superà les expectatives planejades davant dels seus objectius principals. La seva execució té pocs exemples semblants a la història militar de qualsevol època (almenys a curt o mitjà termini). Ni tan sols l'atac per sorpresa dels britànics a Tàrent va ser tan devastador en terminis de danys causat (tot i que aquest sí que va aconseguir l'objectiu de neutralitzar la flota italiana). Donades les greus pèrdues tingudes a Pearl Harbor i a la consegüent invasió de les Filipines, l'exèrcit estatunidenc va ser incapaç de fer res significatiu al Pacífic durant el següent mig any. Amb la Flota del Pacífic estatunidenca fora d'acció, el Japó va estar temporalment lliure de preocupacions per llançar-se a conquerir el sud-est asiàtic i el Pacífic sud-occidental.
A llarg termini, l'atac sobre Pearl Harbor va ser una estratègia no dissimulada que resultà errònia pel Japó. L'almirall Yamamoto, que havia concebut l'atac, havia predit que, tot i assolir l'èxit en l'atac, això no permetria guanyar una guerra contra els Estats Units, donada la mida immensa de la capacitat de producció estatunidenca. Un dels principals objectius japonesos era destruir els 3 portaavions estatunidencs del Pacífic, però aquests no estaven presents a Pearl Harbor en aquells moments (el USS Enterprise tornava d'una travessia, el USS Lexington havia salpat uns dies abans, i el USS  Saratoga  es trobava a San Diego).
L'eliminació dels cuirassats americans, gairebé tots ells antiquats respecte als japonesos, deixà als Estats Units sense cap altra opció que confiar en els pocs portaavions de què disposava (6) i els seus submarins, essent la major part de la flota d'aquests, indemne. I finalment van ser aquestes les armes amb les quals els Estats Units van aturar i van revertir l'avanç japonès (només el USS Enterprise va enfonsar més naus japoneses i va abatre més avions que qualsevol dels seus equivalents japonesos). La pèrdua dels cuirassats a la llarga va ser menys important del que el Japó havia pensat abans de l'atac, i també molt menys rellevant del que tant els Estats Units com el Japó havien pensat (de fet, l'atac a Pearl Harbor significà el final del concepte del cuirassat com a arma principal de la guerra naval)

## Galeria d'imatges

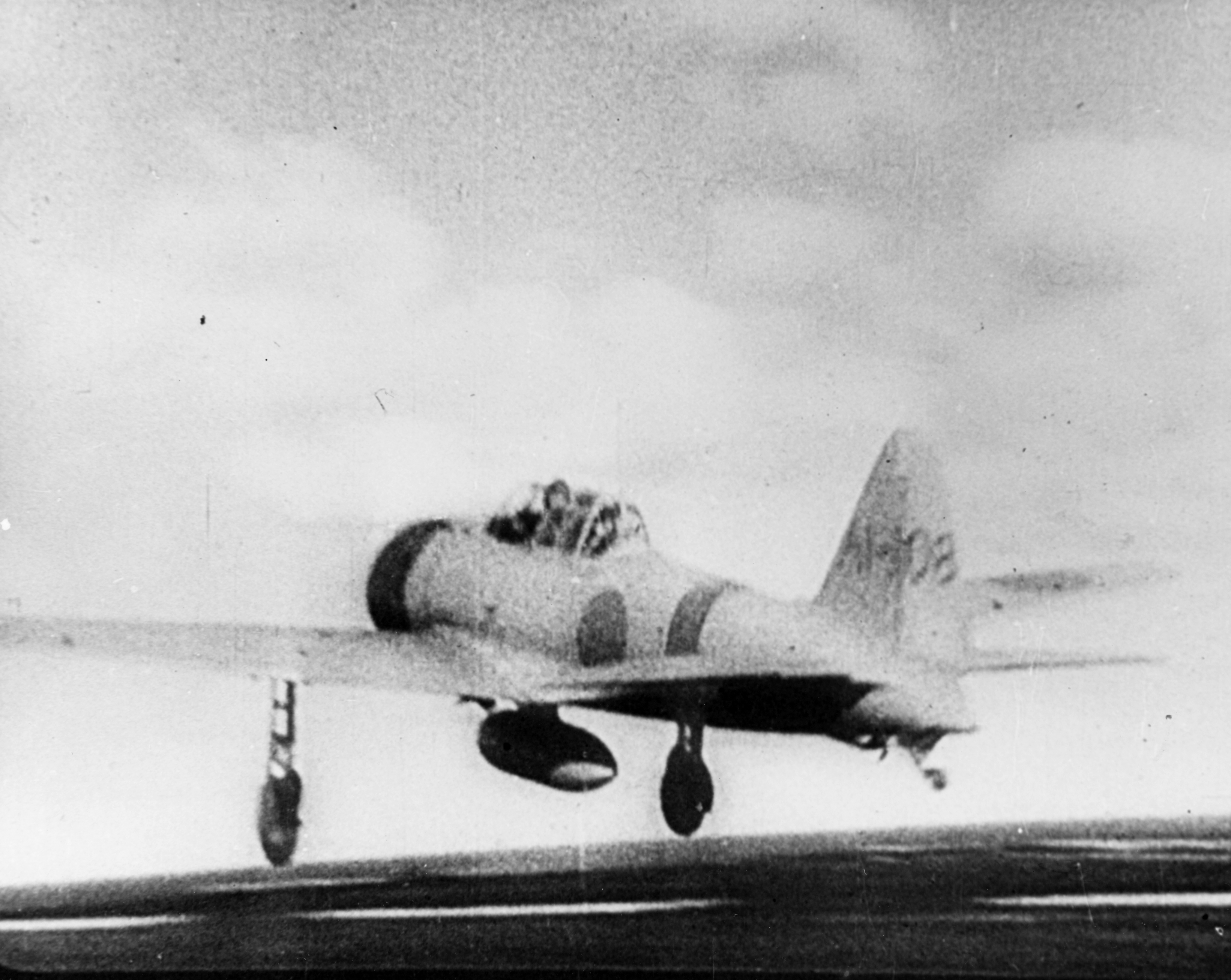
Un caça japonès Mitsubishi A6M2 "Zero" s'enlaira des del portaavions Akagi el matí del 7 de desembre de 1941.
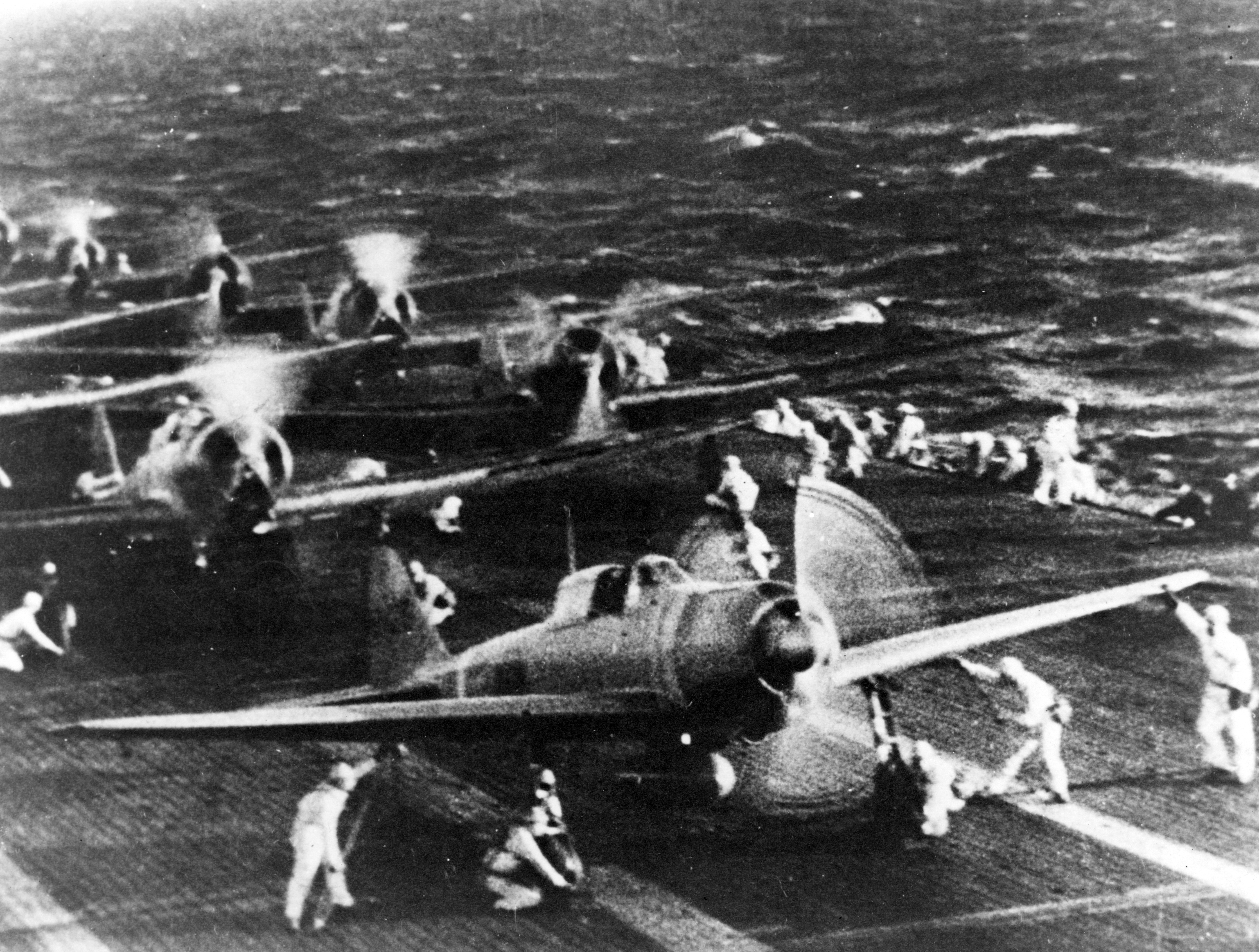
Zeros es preparen per enlairar-se del Shokaku per dirigir-se cap a Pearl Harbor.
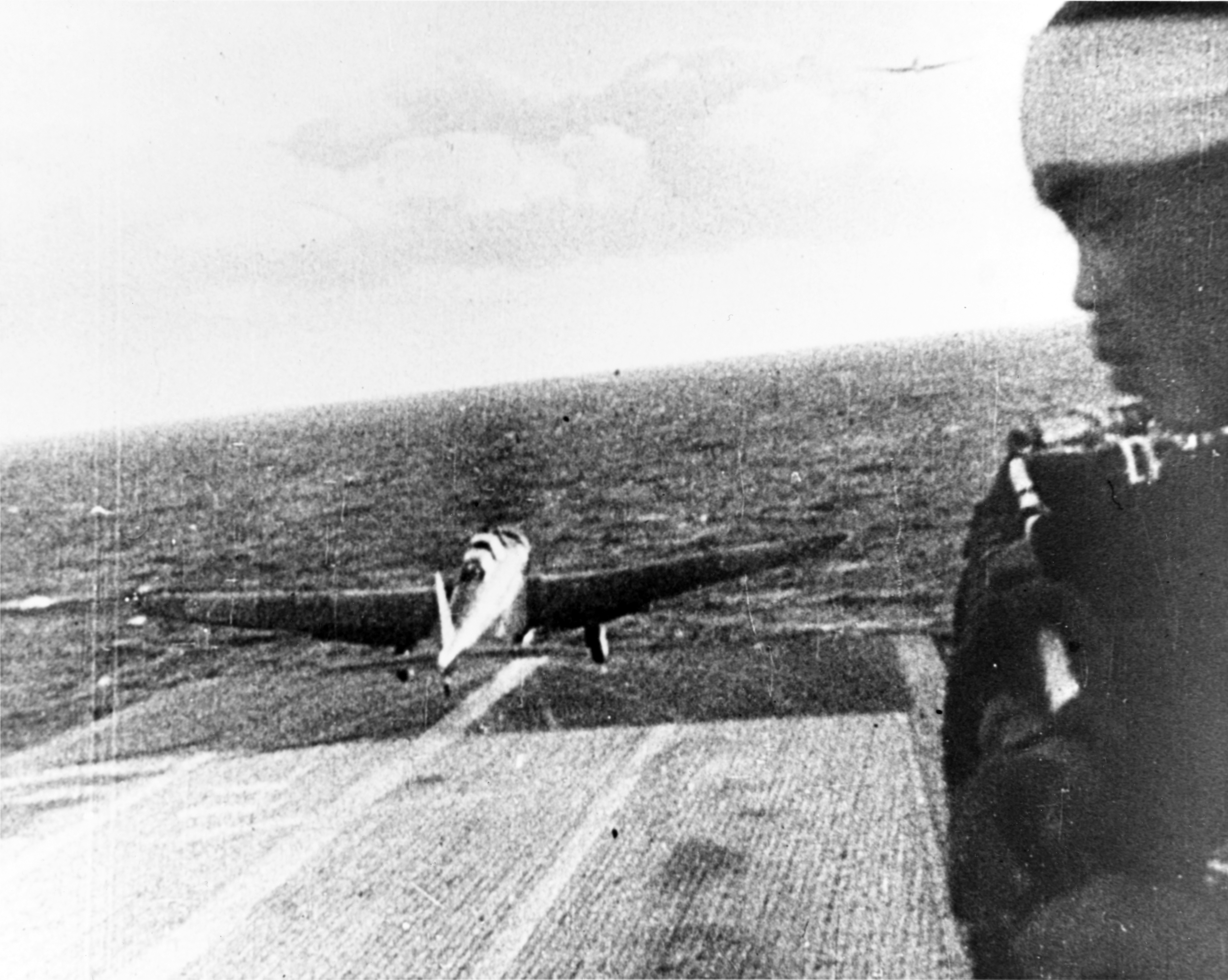
Un torpediner Nakajima B5N2 "Kate" japonès s'enlaira des del Shokaku.
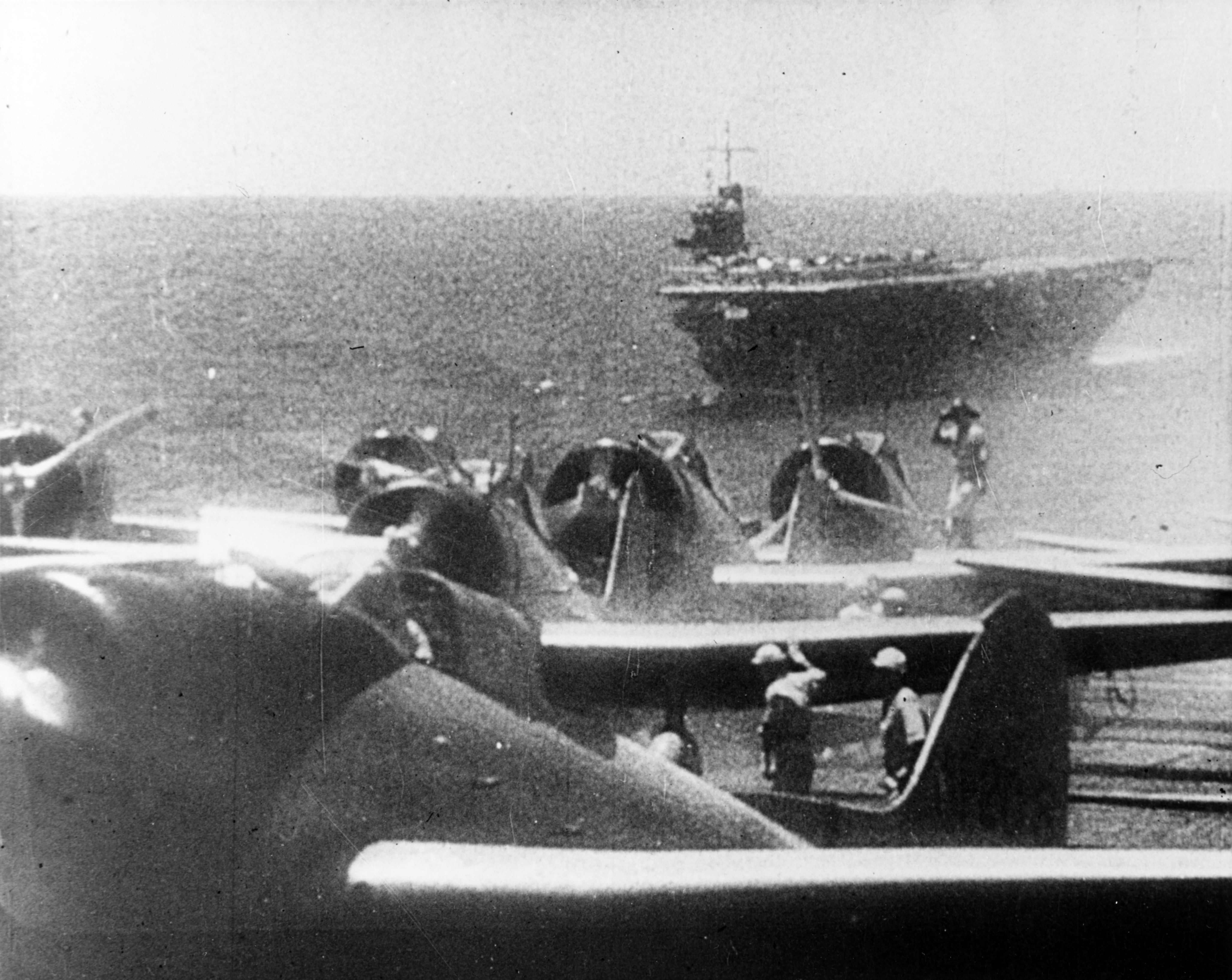
Un bombarder en picat Aichi D3A1 "Val" japonès es prepara per enlairar-se. El portaavions Soryu al fons
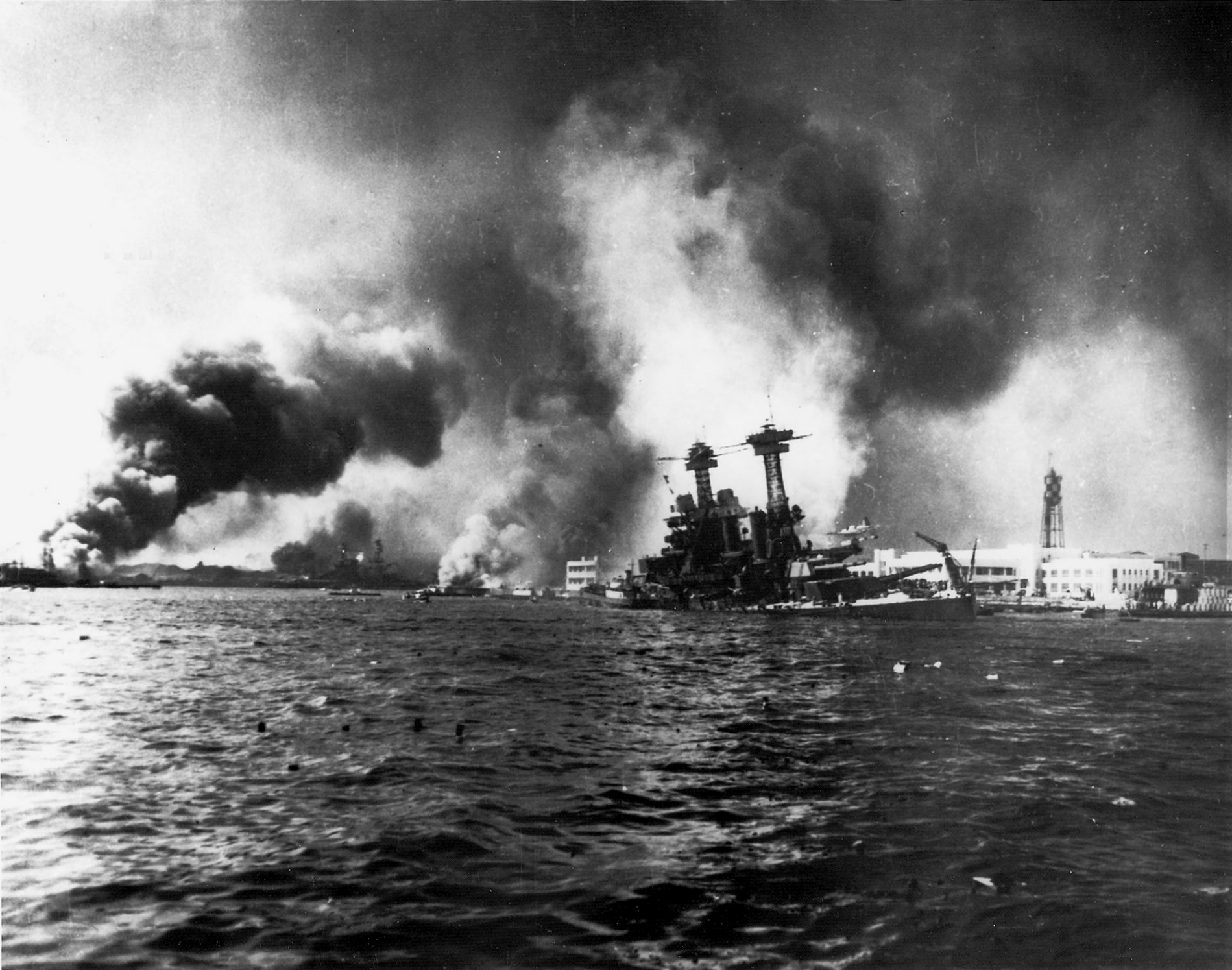
El cuirassat USS California enfonsant-se
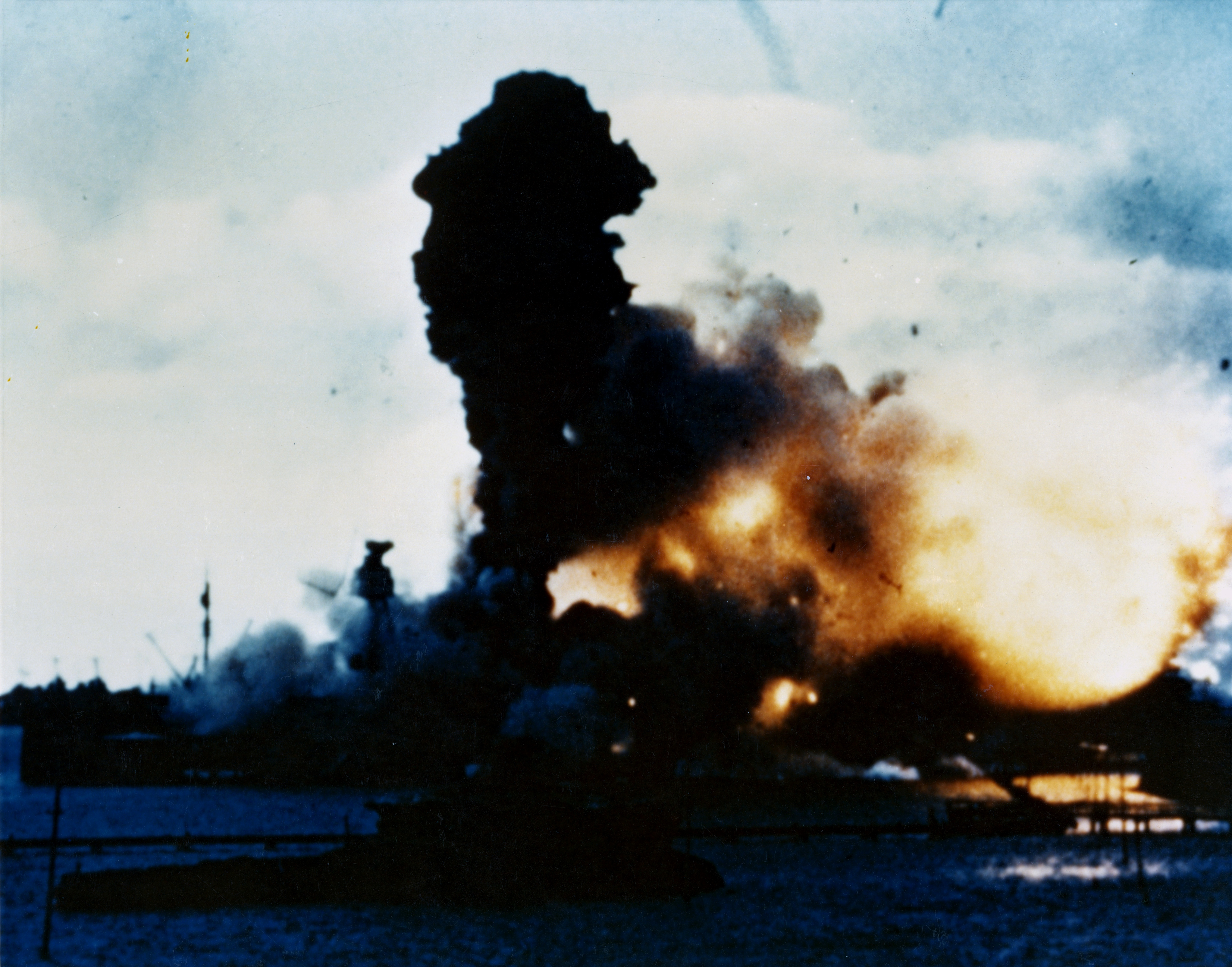
El cuirassat USS Arizona explota.
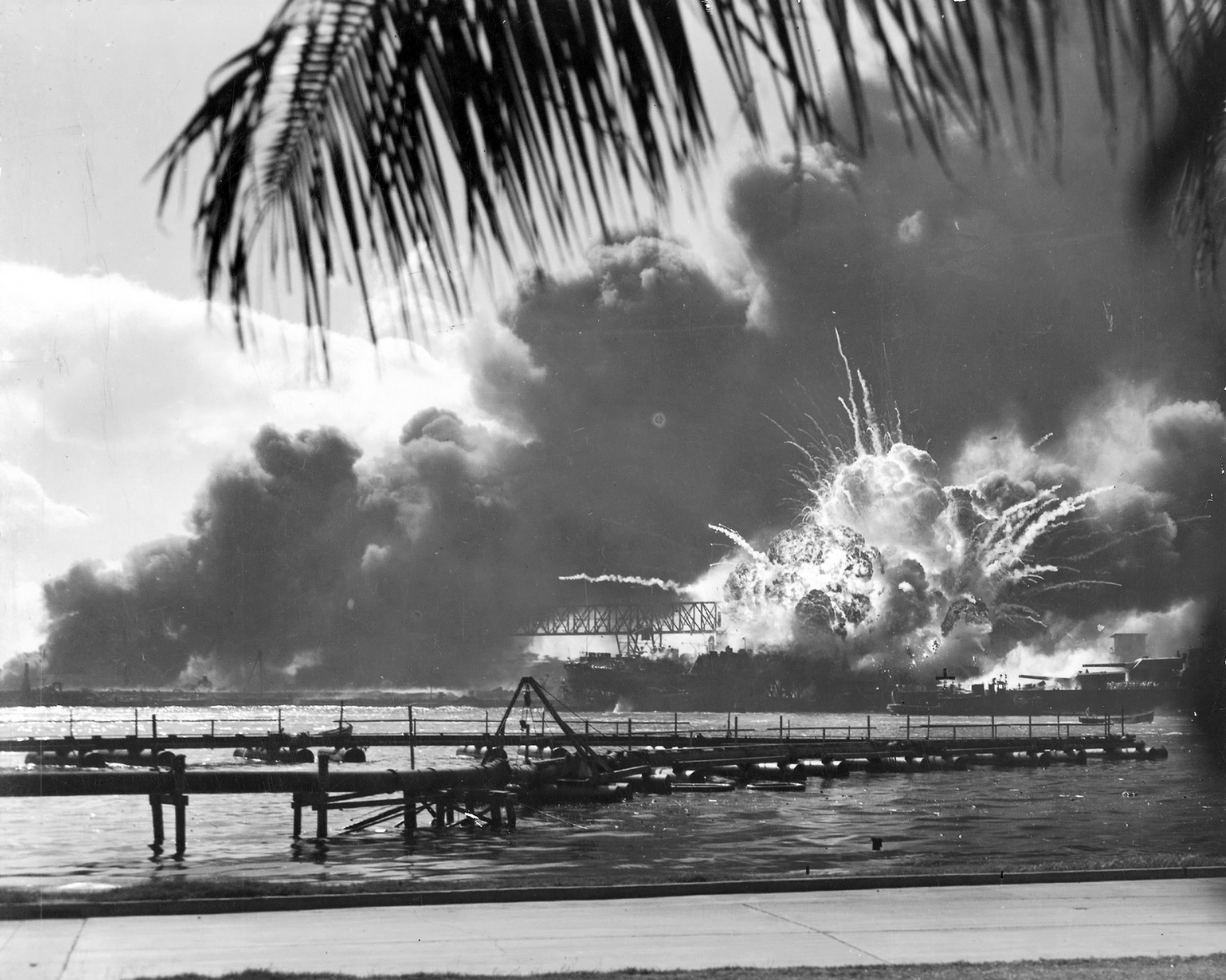
El destructor USS Shaw explota després que detonés la seva Santa Barbara
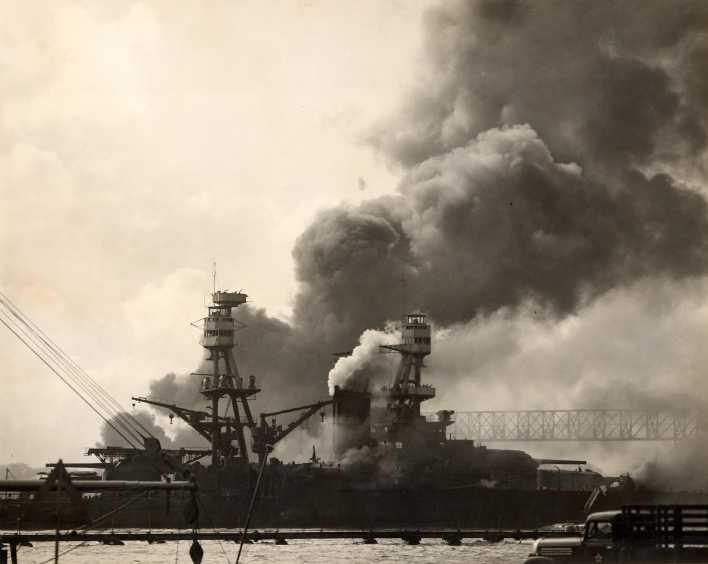
El cuirassat USS Nevada intenta escapar del port.
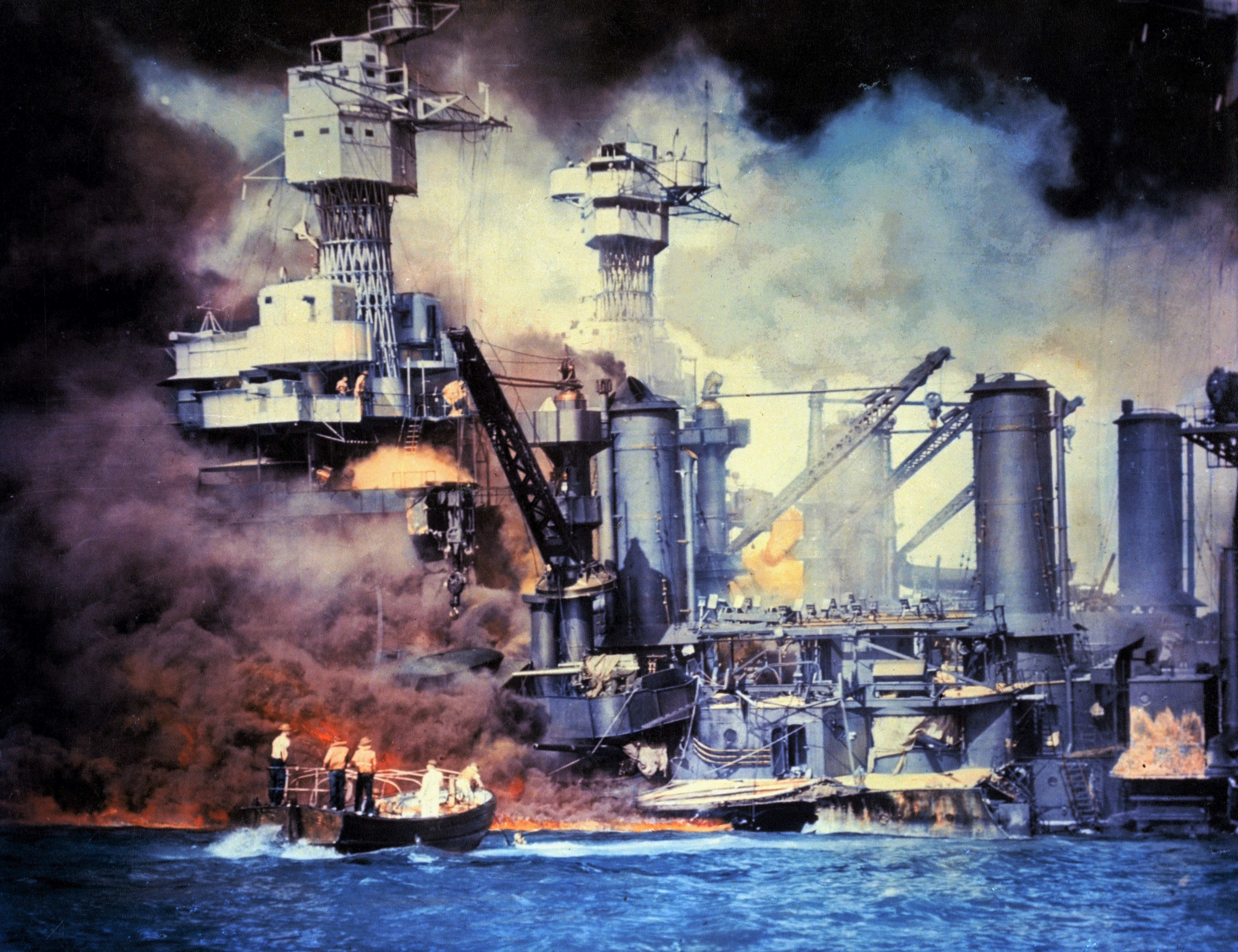
El cuirassat US West Virginia que rebé diversos ataca aeris i 7 impactes de torpede.
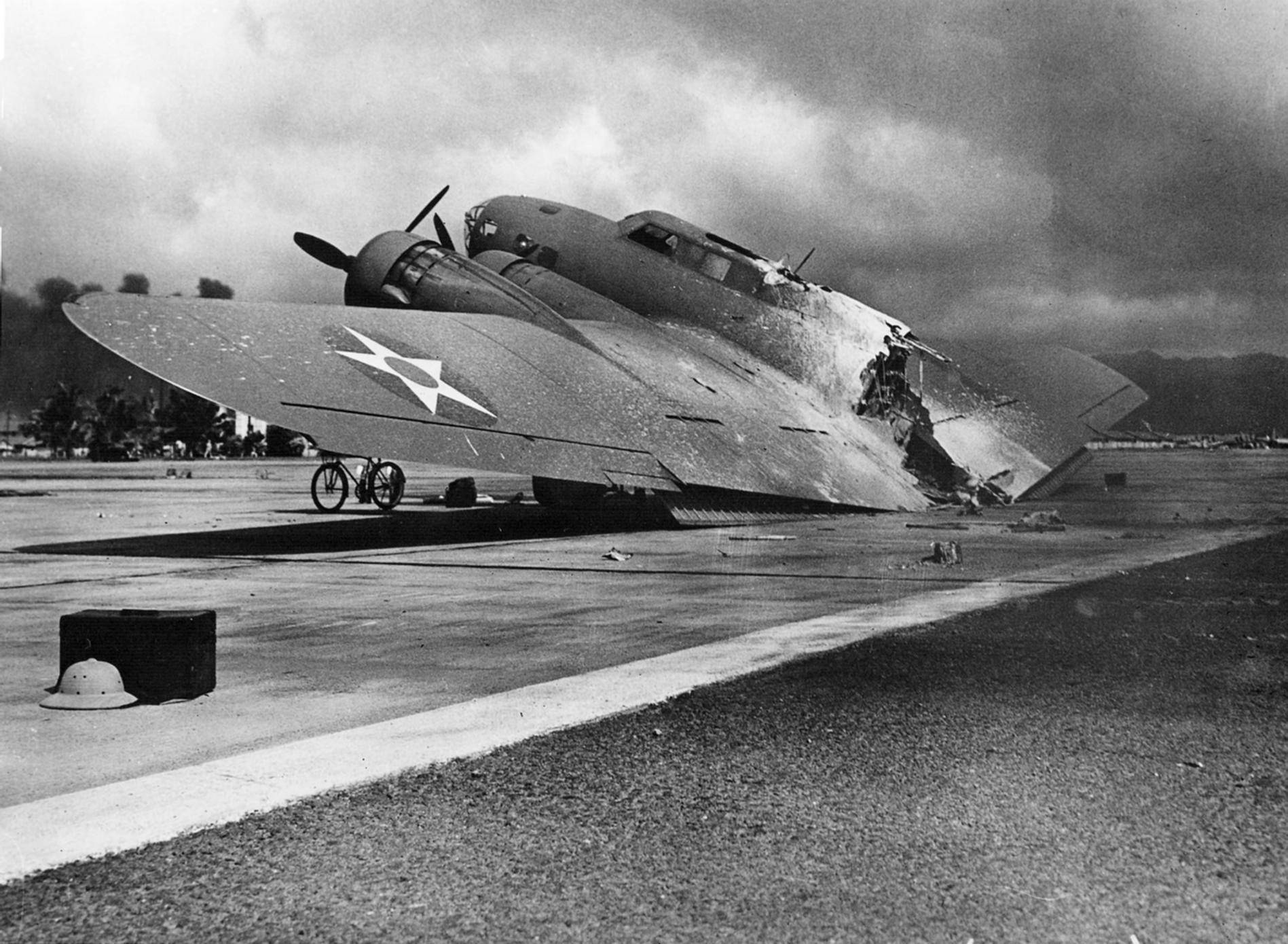
Restes d'un B-17 després de l'atac sobre Hickam Field.
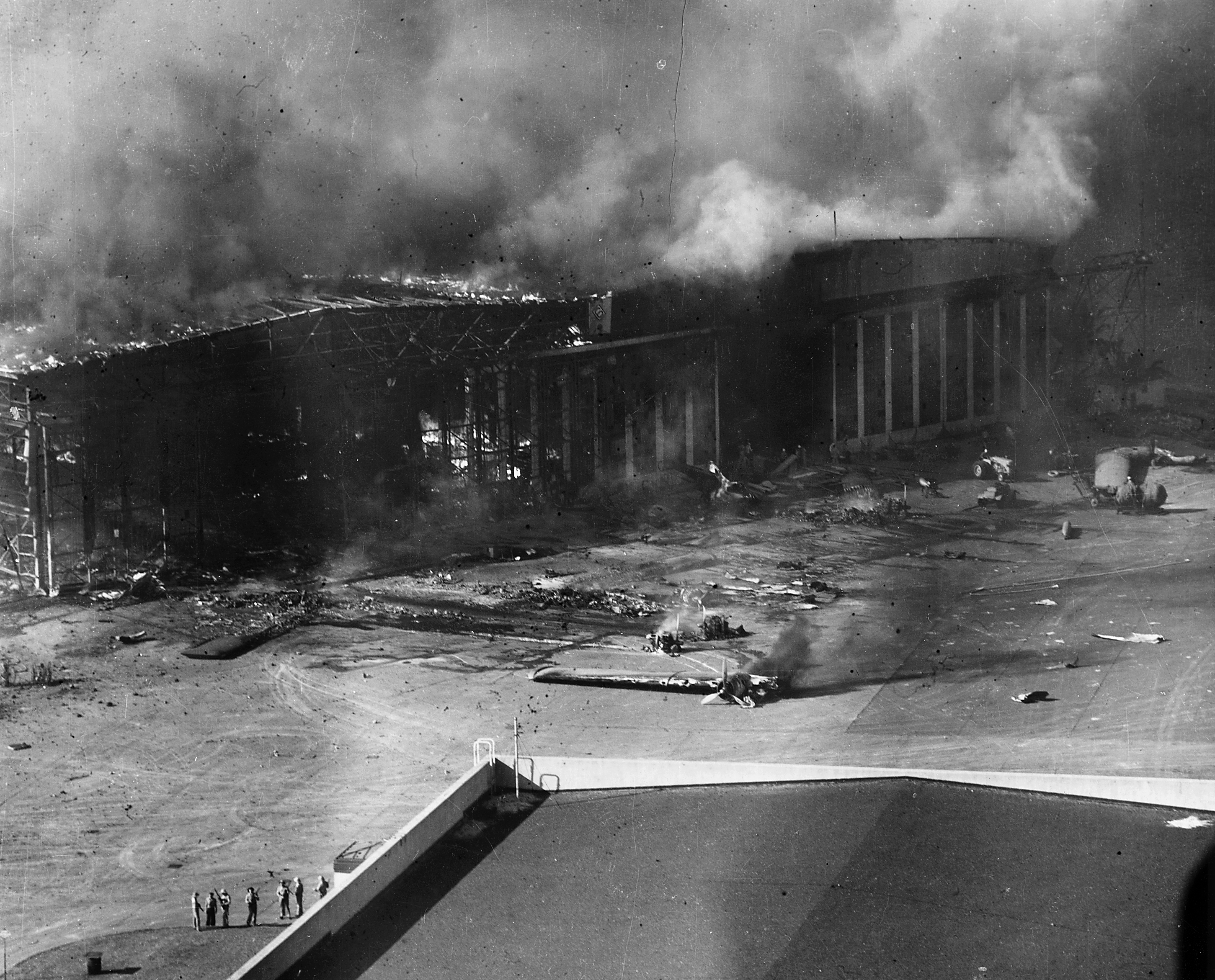
L'Hangar de Ford Island incendiat
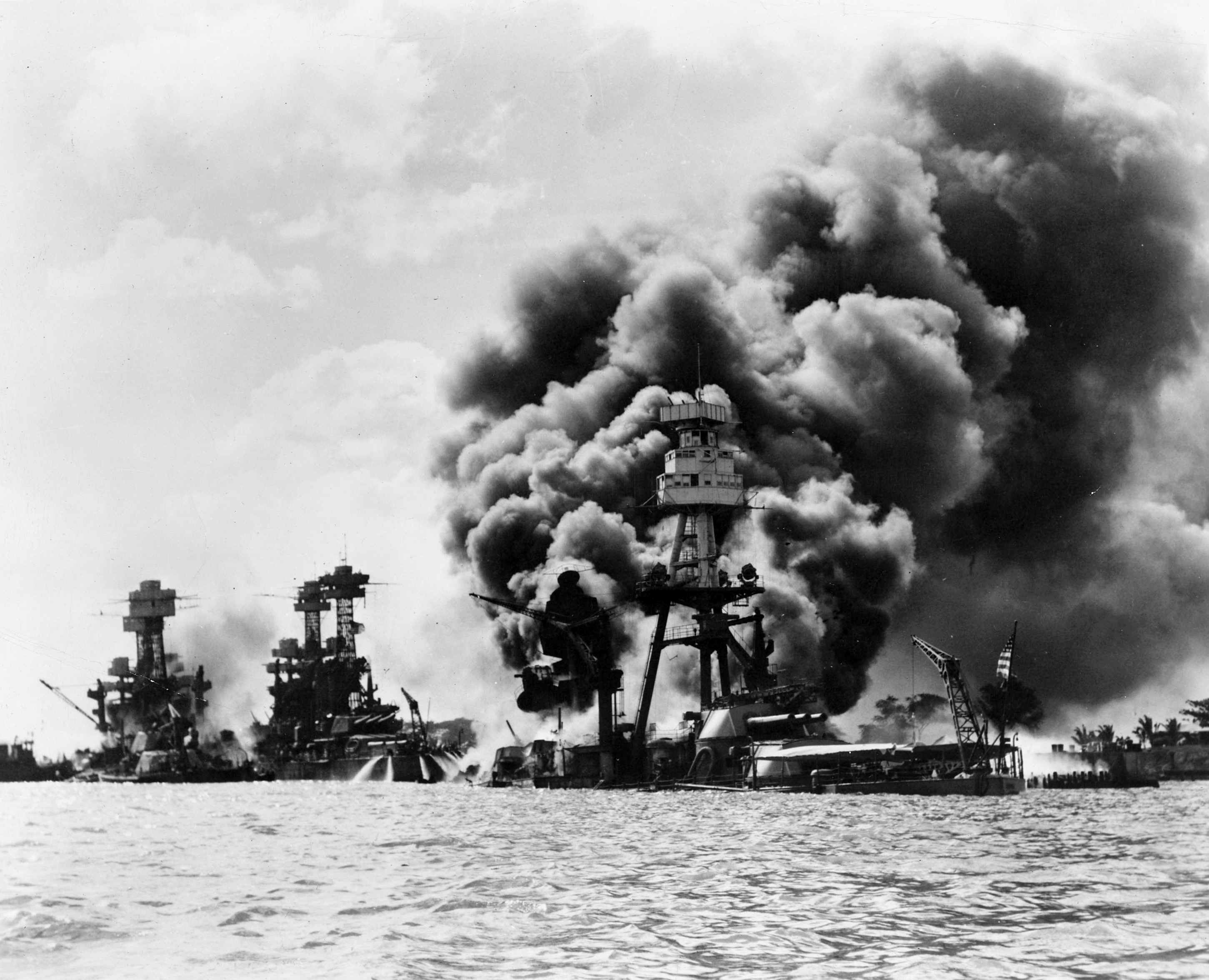
Després de l'atac: el US West Virginia (greument danyat), el USS Tennessee (danyat) i el USS Arizona (enfonsat)

## Principals protagonistes
|                                  |                |  |                             |                 |  |                           |                        |  |                             |                    |  |                                                         |                    |  |
| Imperi Japonès                   |                |  |                             |                 |  |                           |                        |  |                             |                    |  |                                                         |                    |  |
| Isoroku Yamamoto Kaigun Taishō   |                |  | Chuichi Nagumo Kaigun Chūjō | Chuichi Nagumo  |  | Minoru Genda Kaigun Chūsa | Minoru Genda           |  | Mitsuo Fuchida Kaigun Chūsa | Mitsuo Fuchida     |  | Kichisaburo Nomura Ambaixador del Japó als Estats Units | Kichisaburo Nomura |  |
|                                  |                |  |                             |                 |  |                           |                        |  |                             |                    |  |                                                         |                    |  |
| Estats Units                     |                |  |                             |                 |  |                           |                        |  |                             |                    |  |                                                         |                    |  |
| Husband E. Kimmel Contraalmirall | Husband Kimmel |  | Walter Short Tinent General | Walter C. Short |  | Harold R. Stark Almirall  | Harold Rainsford Stark |  | George C. Marshall General  | George C. Marshall |  | Cordell Hull Secretari d'Estat                          | Cordell Hull       |  |

Es llisten els graus militars que tenien a l'abril de 1941.

## Recreacions cinematogràfiques
L'atac a Pearl Harbor ha aparegut al cinema amb certa freqüència. Entre aquestes trobem:
- D'aquí a l'eternitat (From Here to Eternity) (1953) - Tracta dels assumptes socials dins de l'exèrcit. L'acció té lloc a Honolulu el 1941, i l'atac surt en un rol menor
- Tora! Tora! Tora! (1970) - Considerada com el millor retrat cinematogràfic de l'atac.
- El final del compte enrere (The Final Countdown) (1980) És una pel·lícula de ciència-ficció en la que els protagonistes tornen al passat al moment de l'atac i han de decidir si han d'intervenir.
- Pearl Harbor (2001) – Romanç que es basa en la realitat, però d'incerta precisió històrica.
- Midway (2019) - Recreació de l'atac com a preàmbul de la batalla de Midway.